# بروتون ساجا
بروتون ساجا هي أول ما أنتجت شركة بروتون الماليزية. أول إنتاج ارتكز على طراز ميتسوبيشي لانسر؛ الجيل الثالث 1983, وذلك من أجل تقليل تكلفة البحث والتطوير. بدأ الإنتاج عام 1985 واحتفظت بشكلها كما هو عقدين كاملين، قبل أن يتم تغيير الشكل بعد طول انتظار باستخدام تصميم داخلي لشركة بروتون تم إطلاقة عام 2008.

## المقدمة
بروتون ساجا Proton Saga هي سلسلة من السيارات المدمجة والثانوية التي تنتجها شركة تصنيع السيارات الماليزية بروتون. تم طرح بروتون ساجا في عام 1985، وأصبحت أول سيارة ماليزية وعلامة فارقة في صناعة السيارات الماليزية. الساجا هي لوحة اسم بروتون الأطول تشغيلاً والأكثر مبيعاً، حيث تم إنتاج أكثر من 1.8 مليون وحدة على مدار 35 عاماً.
تم تطوير الجيل الأول من ساجا نتيجة لمشروع مشترك بين ميتسوبيشي موتورز وهيكوم. وهي مبنية على الجيل الثاني من ميتسوبيشي لانسر، وكانت متوفرة في سيارات الصالون بأربعة أبواب و5 أبواب هاتشباك. تم الكشف عن الجيل الثاني من بروتون ساجا في 18 يناير 2008.
يعتمد على منصة بروتون سافي ممتدة وتم تطويره داخلياً بواسطة بروتون. تم إطلاق الجيل الثالث من بروتون ساجا في 28 سبتمبر 2016.
يعتمد على منصة ساجا فليكس المنتهية ولايته، ويتم تشغيله بواسطة محرك إيرزس  1.3 لتر VVT.
اسم «ساجا Saga» هو اختصار لعبارة «السلامة والإنجاز والعظمة والقدرة».
في الملايو، تشير كلمة «ساجا Saga» إلى البذور الحمراء الصلبة (أبروس بريكيتوريس) لشجرة الملحمة. ملحمة بروتون هي أيضاً رمز وطني معروف لماليزيا.

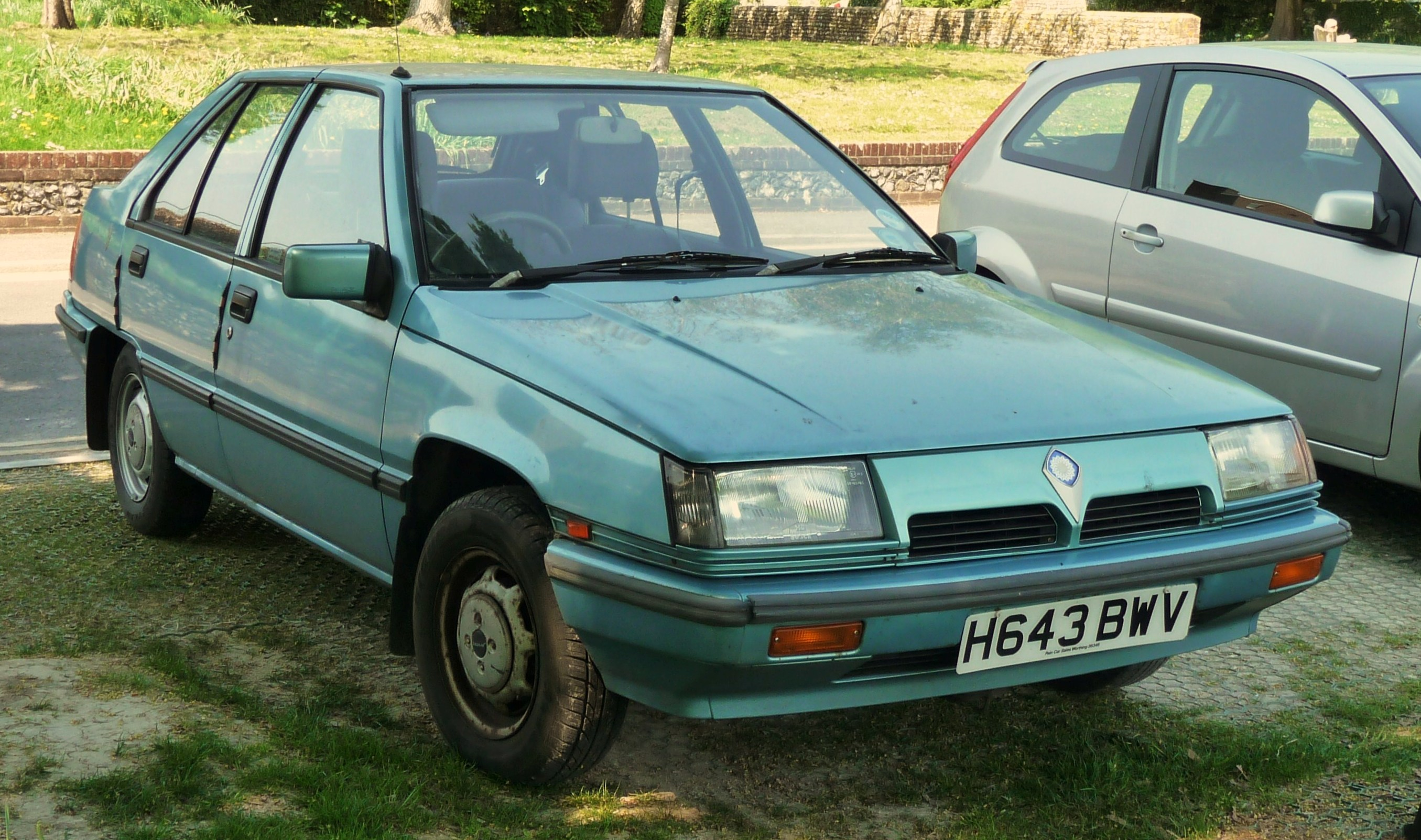

| بروتون ساجا(C20، Mk1) | بروتون ساجا(C20، Mk1) |
| الجيل الأول           | الجيل الأول |
| ملخص                  | ملخص |
| --------------------- | --- |
| إنتاج                 | 1985-1992 |
| الجسم والشاسيه        | |
| فصل                   | الجزء سي |
| نمط الجسم             | 4 أبواب صالون 5 أبواب هاتشباك |
| تخطيط                 | تخطيط ف.ف |
| مجموعة نقل الحركة     | |
| محرك                  | 1.3 لتر 4G13 أورنون 2 8V SOHC I41.3 لتر 4G13 ماغما 8V SOHC I41.3 لتر 4G13P ميغافالف 12V SOHC I41.5 لتر 4G15 أوريون 2 8V SOHC I41.5 لتر 4G15 ماغما 8V SOHC I41.5 لتر 4G15P ميغافالف 12V SOHC I4 |
| توصيل                 | 5 سرعات يدوي 3 سرعات أوتوماتيكي |

## الجيل الأول

### (1985-2008)
(C21A ،C22A ،1985-2008)

#### بروتون ساجا (1985-1992)
المقال الرئيسي: بروتون ساجا (1985-1992)
أُطلاقت سيارة بروتون ساجا الصالون في 9 يوليو 1985. وهي تعتمد على الجيل الثاني من منصة ميتسوبيشي لانسر فيوري، وتعمل بمحرك بسعة 1.3 لتر 4G13 أوريون II.
في يناير 1987، قدمت بروتون سيارة ساجا الصالون سعة 1.5 لتر والتي تعمل بتقنية 4G15.
تم تقديم بروتون ساجا ماجما في منتصف عام 1987، حيث قدمت ترقيات ميكانيكية وتجميلية خفيفة. تم إطلاق طراز هاتشباك جديد يسمى بروتون ساجا إيروباك في أكتوبر 1987.
في مارس 1989، أطلقت بروتون الساجا في المملكة المتحدة. تمت إعادة تسمية طرازات الصالون باسم بروتون  1.3 و1.5 لتر بروتون، في حين تضمنت إصدارات هاتشباك شارات إضافية «إيروباك» أعلنت شركة بروتون عن موديلاتها تحت شعار «التكنولوجيا اليابانية، الطراز الماليزي». سجل بروتون لاحقاً الرقم القياسي لـ «الأسرع بيعاً لسيارة جديدة على الإطلاق تدخل المملكة المتحدة»، متجاوزاً هدف مبيعات 12 شهراً في غضون 6 أشهر.
في أغسطس 1990، تم إطلاق بروتون ساجا ميغافالف في ماليزيا. تم تزويدها بمحرك أكثر قوة من 12 صماماً، وتم تعديل التصميم الخارجي قليلاً مع شبك جديد، وحواف إلى جانب إدراج أحزمة المقاعد الخلفية وضوء الفرامل الثالث بشكل قياسي. أطلقت بروتون ساجا ميغافالف في المملكة المتحدة في يناير 1991، حيث تم تغيير اسمها إلى بروتون فالف 12.

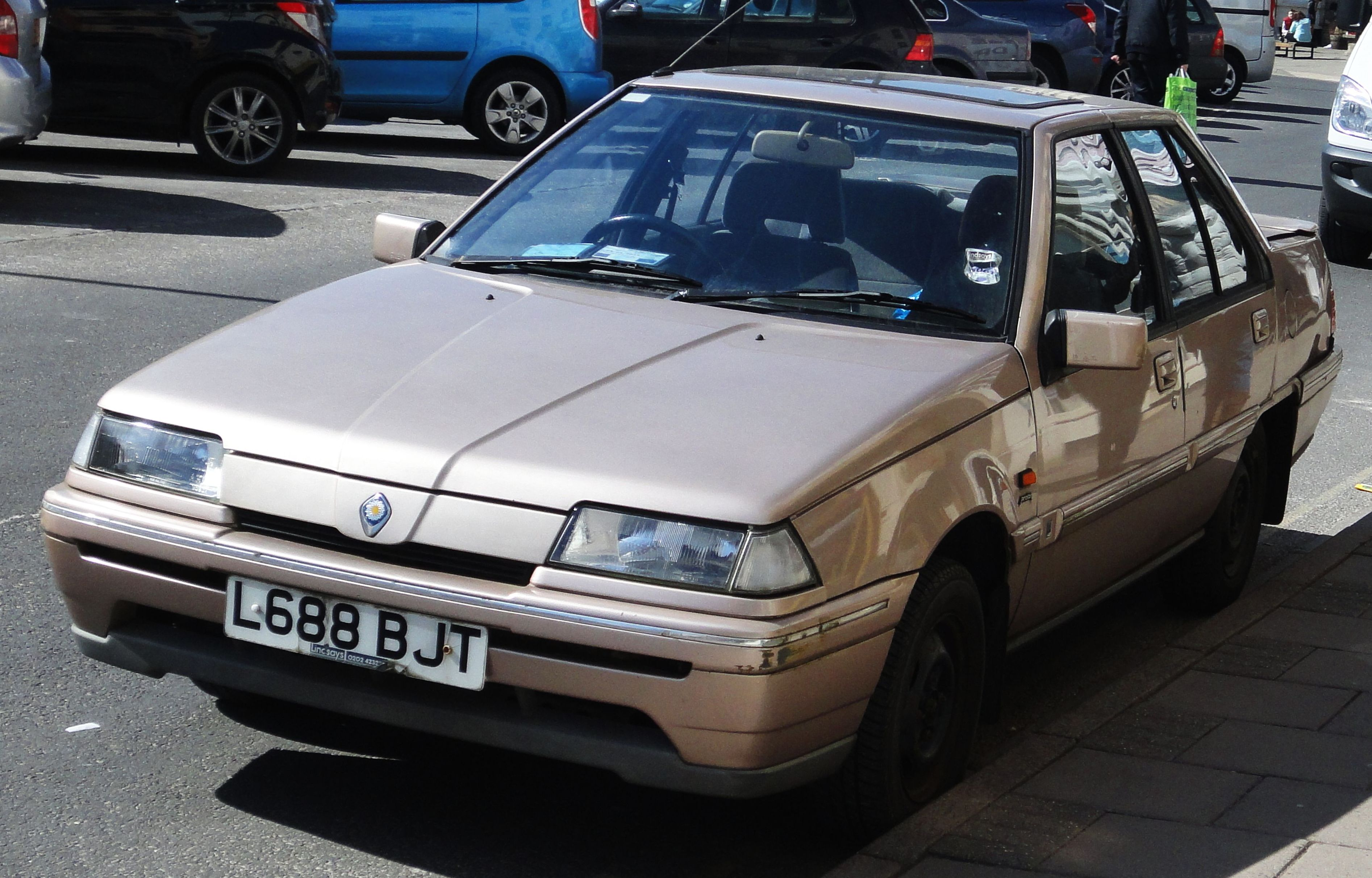

| بروتون ساغا إيسوارا (C20، Mk2) | بروتون ساغا إيسوارا (C20، Mk2) |
| ملخص                           | ملخص |
| ------------------------------ | --- |
| إنتاج                          | 1992-2003 |
| الجسم والشاسيه                 | |
| فصل                            | الجزء سي |
| نمط الجسم                      | 4 أبواب صالون 5 أبواب هاتشباك |
| مجموعة نقل الحركة              | |
| محرك                           | 1.3 لتر 4G13P 12 فولت SOHC I41.3 لتر 4G13P ECI متعدد 12 فولت SOHC I41.5 لتر 4G15P 12 فولت SOHC I41.5 لتر 4G15P ECI متعدد 12 فولت SOHC I4 |
| توصيل                          | 5 سرعات يدوي 3 سرعات أوتوماتيكي |

#### بروتون ساجا إيسوارا (1992-2003)
المقال الرئيسي: بروتون ساجا إيسوارا (1992-2003)
في 15 أغسطس 1992، تم إطلاق بروتون ساجا إيسوارا (المعروف أيضاً باسم بروتون مبي في المملكة المتحدة). سميت على اسم فراشة هيلين العظيمة (بابيليو إيسوارا) في ساراواك. شارك النظام الأساسي الموجود في التكرار السابق، لكنه تلقى تغييرات خارجية وداخلية كبيرة. كانت ساجا إيسوارا متوفرة في أشكال الصالون ذات 4 أبواب و5 أبواب هاتشباك ومجهزة بنفس محركات ميتسوبيشي أوريون 1.3 و1.5لتر. أصبحت نسخة الصالون من ساجا إيسوارا الخيار المفضل لماليزيا لسيارات الأجرة.
استمر استيرادها إلى أوروبا حتى عام 1996، بعد أن تم بيعها جنباً إلى جنب مع بيرسونا (ويرا) هناك منذ عام 1993.
في عام 2001، قدمت بروتون الإصدار الخاص من إيسوارا إيروباك. 
كان يعتمد على ساجا إيسوارا هاتشباك ولكنه تضمن تغييرات تجميلية خارجية كبيرة وتعديلات داخلية طفيفة. كانت متوفرة فقط باللون الفضي، مع ناقل حركة يدوي ومحرك سعة 1.3 لتر 4G13.

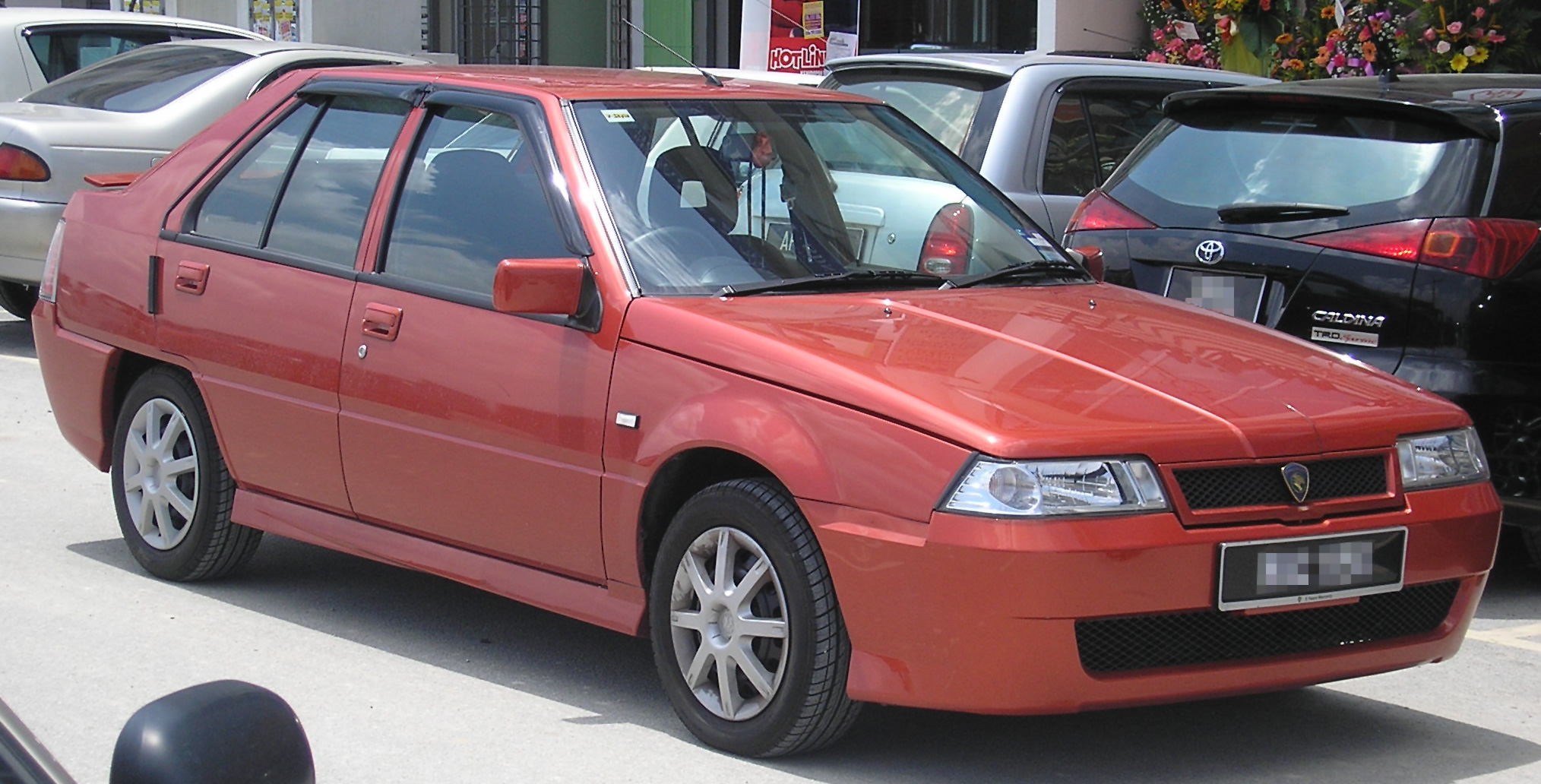

| بروتون ساجا لمست (C20، Mk3) | بروتون ساجا لمست (C20، Mk3)   |
| ملخص                        | ملخص                          |
| --------------------------- | ----------------------------- |
| إنتاج                       | 2003 - أوائل 2008             |
| الجسم والشاسيه              |                               |
| فصل                         | الجزء ب                       |
| نمط الجسم                   | 5 أبواب هاتشباك               |
| تخطيط                       | تخطيط ف.ف                     |
| مجموعة نقل الحركة           |                               |
| محرك                        | 1.3 لتر 4G13P 12 فولت SOHC I4 |
| توصيل                       | دليل 5 سرعات                  |

#### بروتون ساجا لمست (2003-2008)
المقال الرئيسي: بروتون ساجا لمست
تم إطلاق بروتون ساجا لمست هاتشباك في عام 2003. وقد استند إلى نفس النظام الأساسي الموجود في الطرز السابقة. ومع ذلك، فقد تميزت بتصميم داخلي حديث وتعديلات وتحسينات خارجية كبيرة. تم ضبط محرك المكربن ميتسوبيشي  4G13 سعة 1.3 لتر لإنتاج 83 حصاناً (62 كيلو واط). كانت متوفرة فقط في خطين متقلبين، يقتصران على ناقل الحركة اليدوي 5 سرعات.
في أواخر عام 2006، قامت بروتون بتحديث ساجا لمست، حيث قدمت تغييرات خارجية تجميلية بشكل أساسي. كان متوفراً فقط بلونين، الأسود والبرتقالي، وكان مقصوراً على محرك 4G13 1.3 لتر، مقترناً بناقل حركة يدوي من 5 سرعات.
في 4 مارس 2007، أطلقت بروتون نموذج شد الوجه النهائي للجيل الأول من بروتون ساجا، بروتون ساجا لمست إصدار الذكرى الخمسين لميرديكا. كانت متطابقة إلى حد كبير مع ساجا لمست  2006، ولكن تم بيعها بسعر مخفض قدره 26,999 رينغيت ماليزي على عكس السعر السابق البالغ 33,240 رينغيت ماليزي.
تم تقديم هذا العرض في ضوء احتفالات ماليزيا الخمسين بميرديكا ورمزاً لامتنان بروتون لعملائها. في ذلك العام، أصبحت بروتون ساجا ثاني أكثر السيارات مبيعاً بعد بيرودا ماي في.

### الجوائز والأوسمة
أفضل سيارة قيمة للعام (بروتون ساجا إيروباك 1.5) - واط كار؟ 1991
السيارات الجديدة الرائجة الأفضل قيمة - أوتو آكسبرس 1992
أفضل سيارة عائلية بسعر يصل إلى 10000 جنيه إسترليني - واط كار؟  1993

### صور

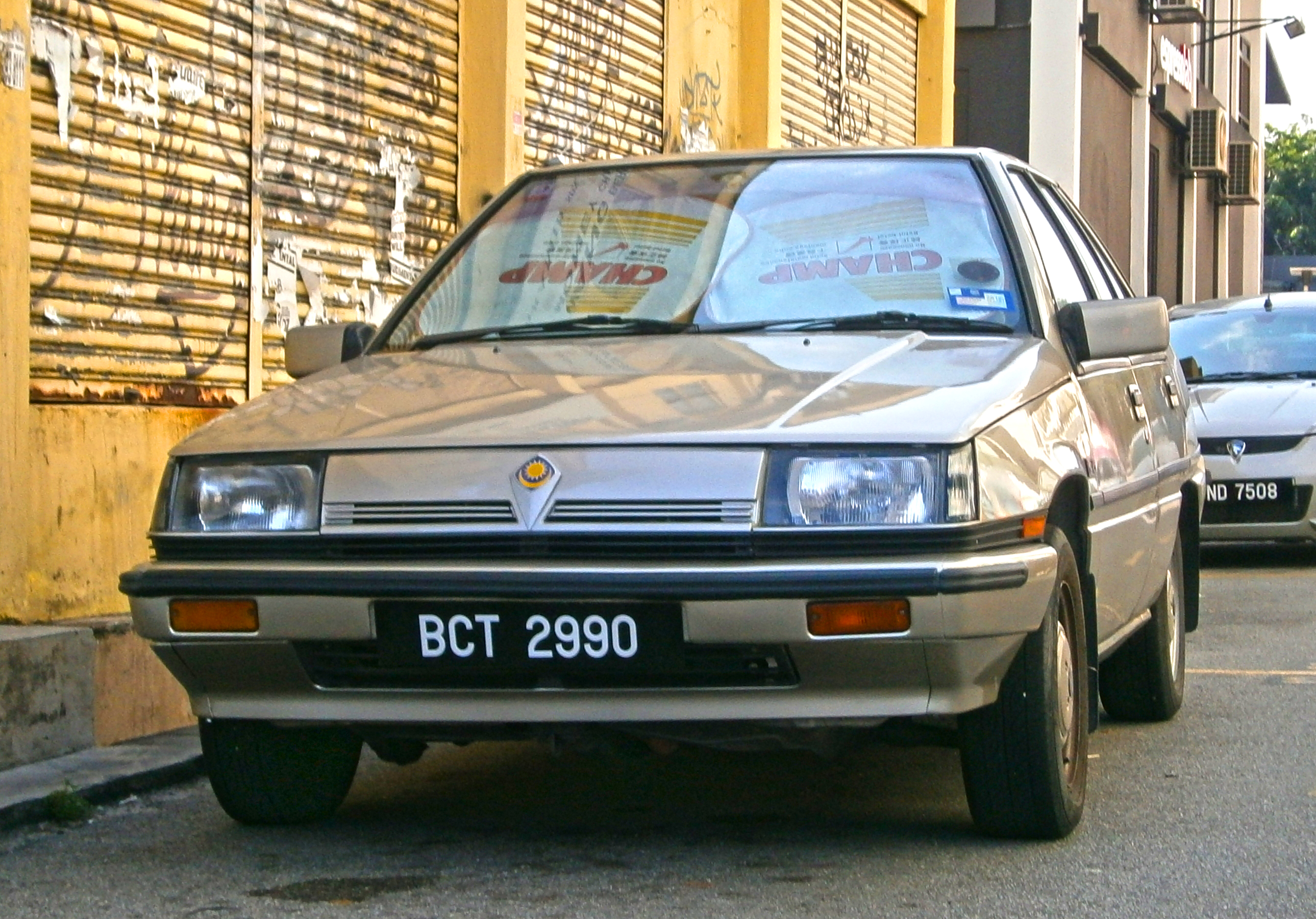
1987-1990 صالون بروتون ساجا (ماجما)
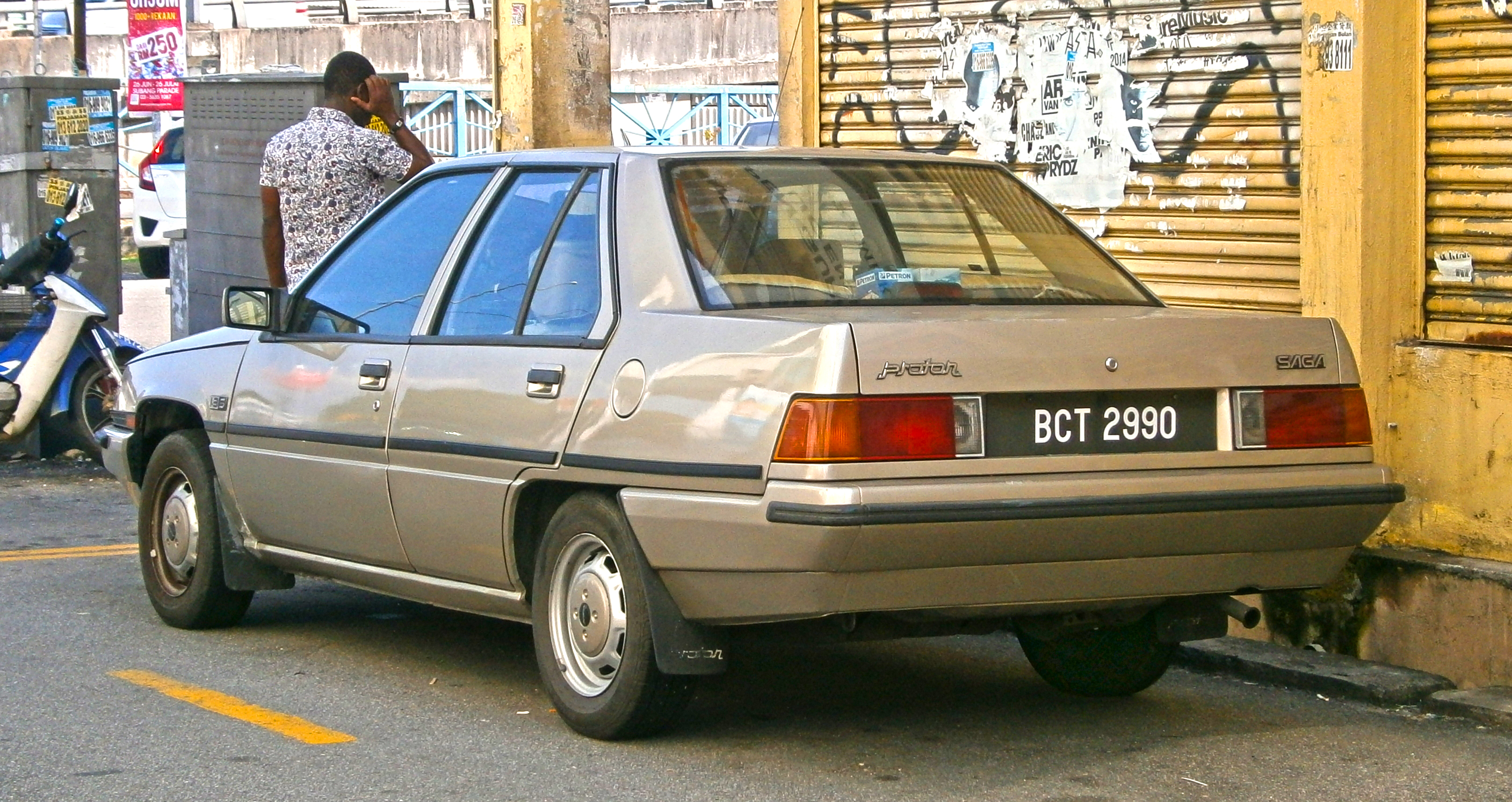
1987-1990 صالون بروتون ساجا (ماجما)
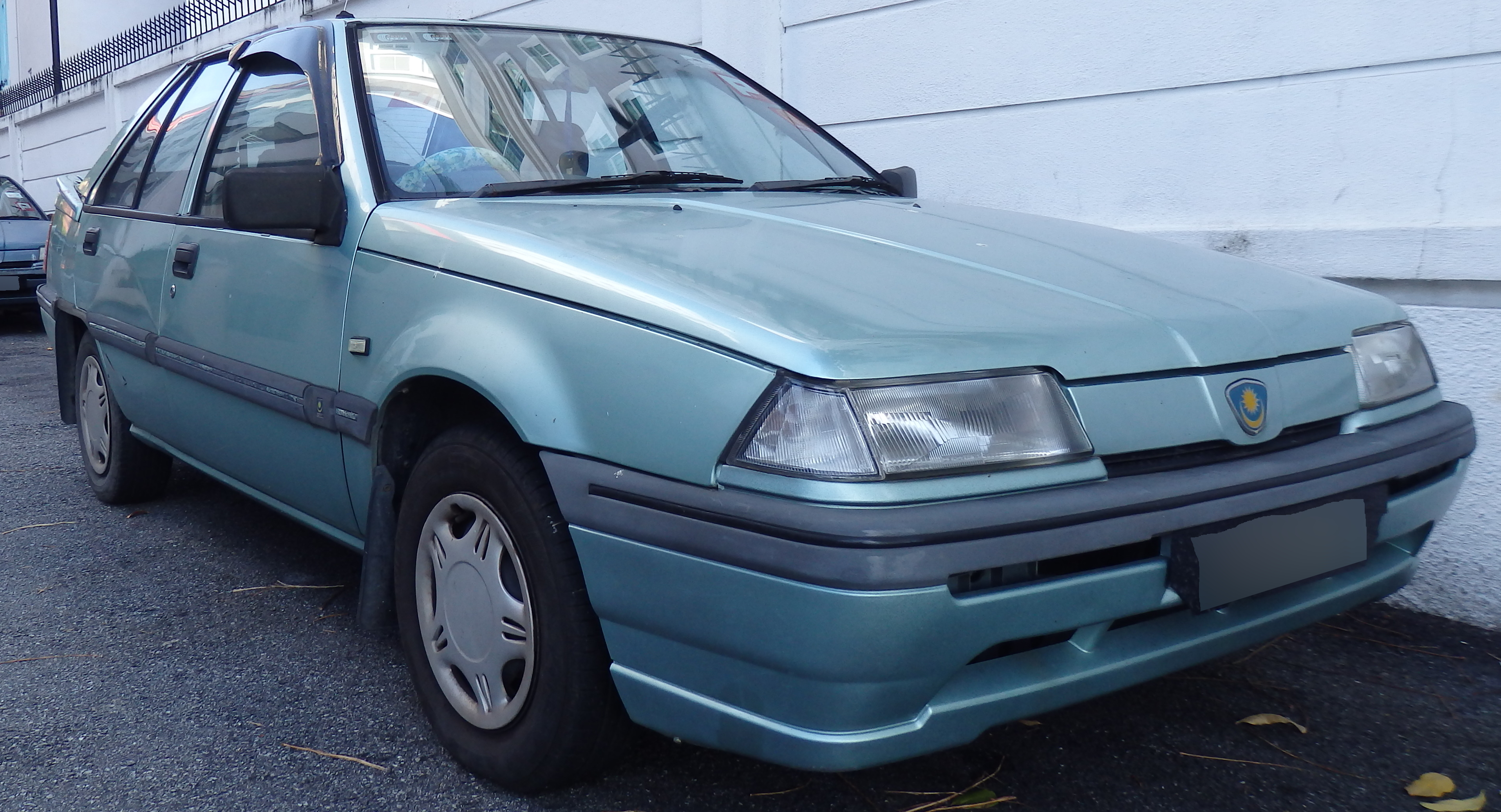
1990-1992 بروتون ساجا (ميغافالف) إيروباك هاتشباك
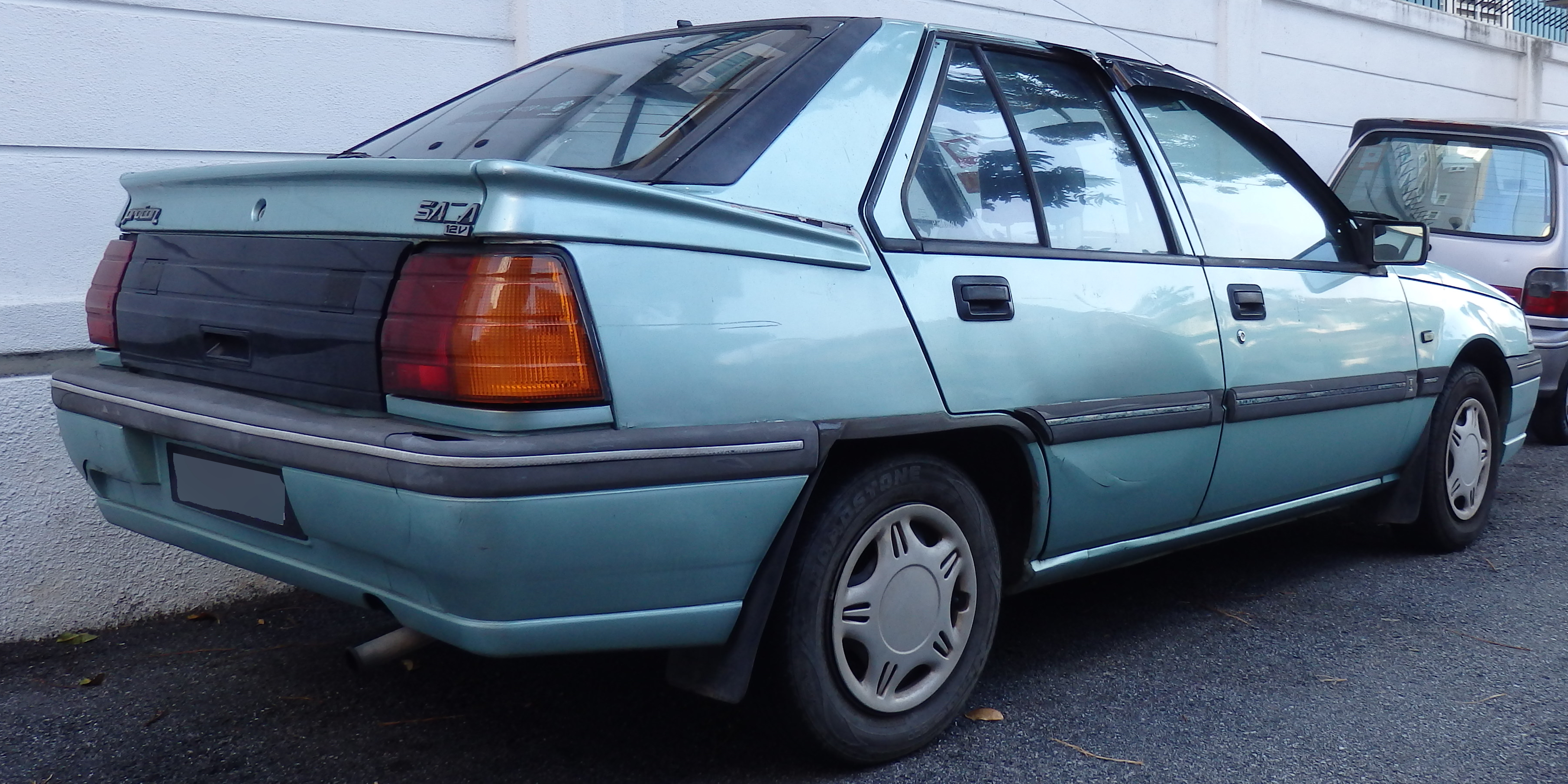
1990-1992 بروتون ساجا (ميغافالف) إيروباك هاتشباك

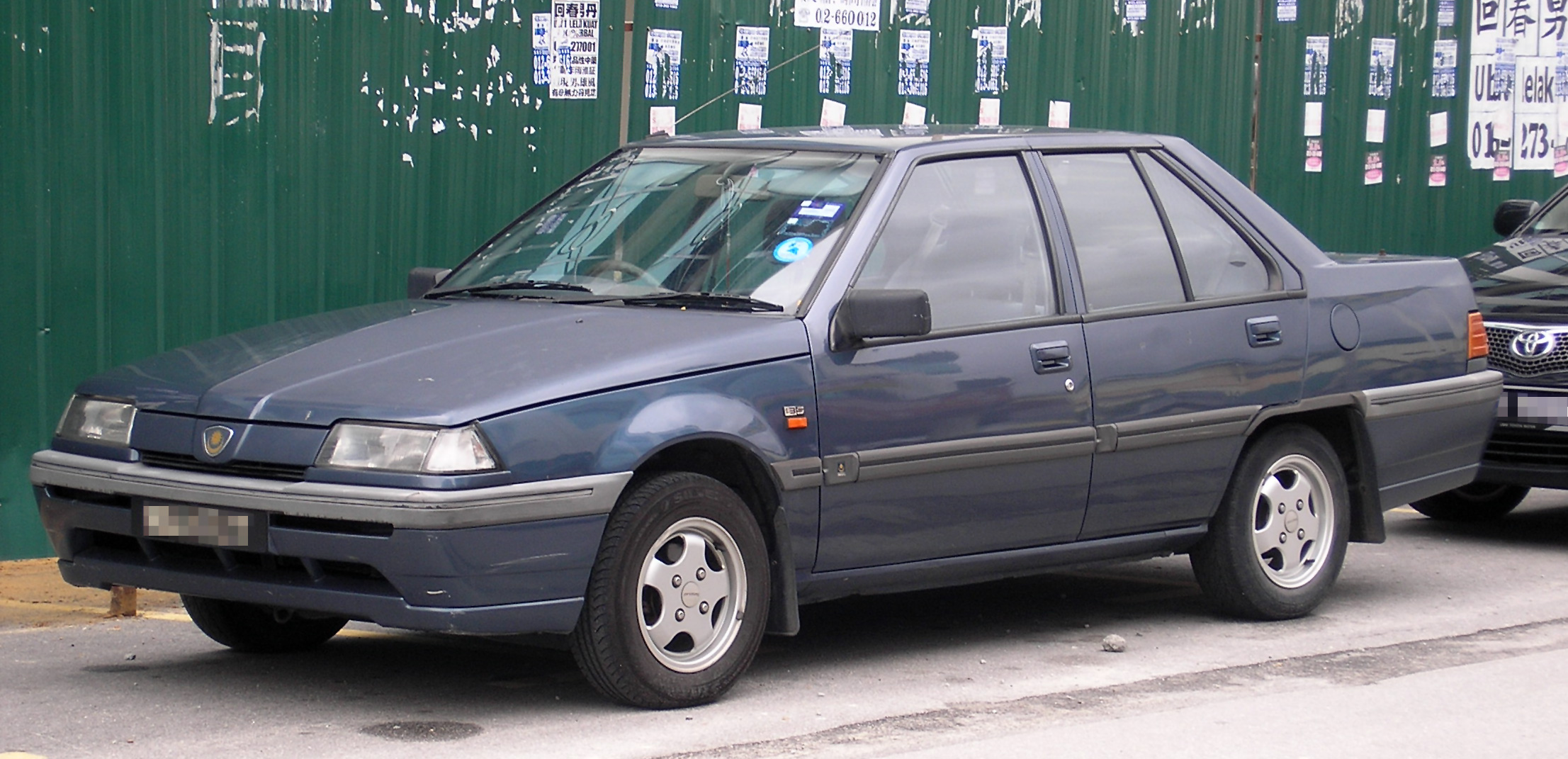
1992-2001 صالون بروتون ساجا إيسوارا
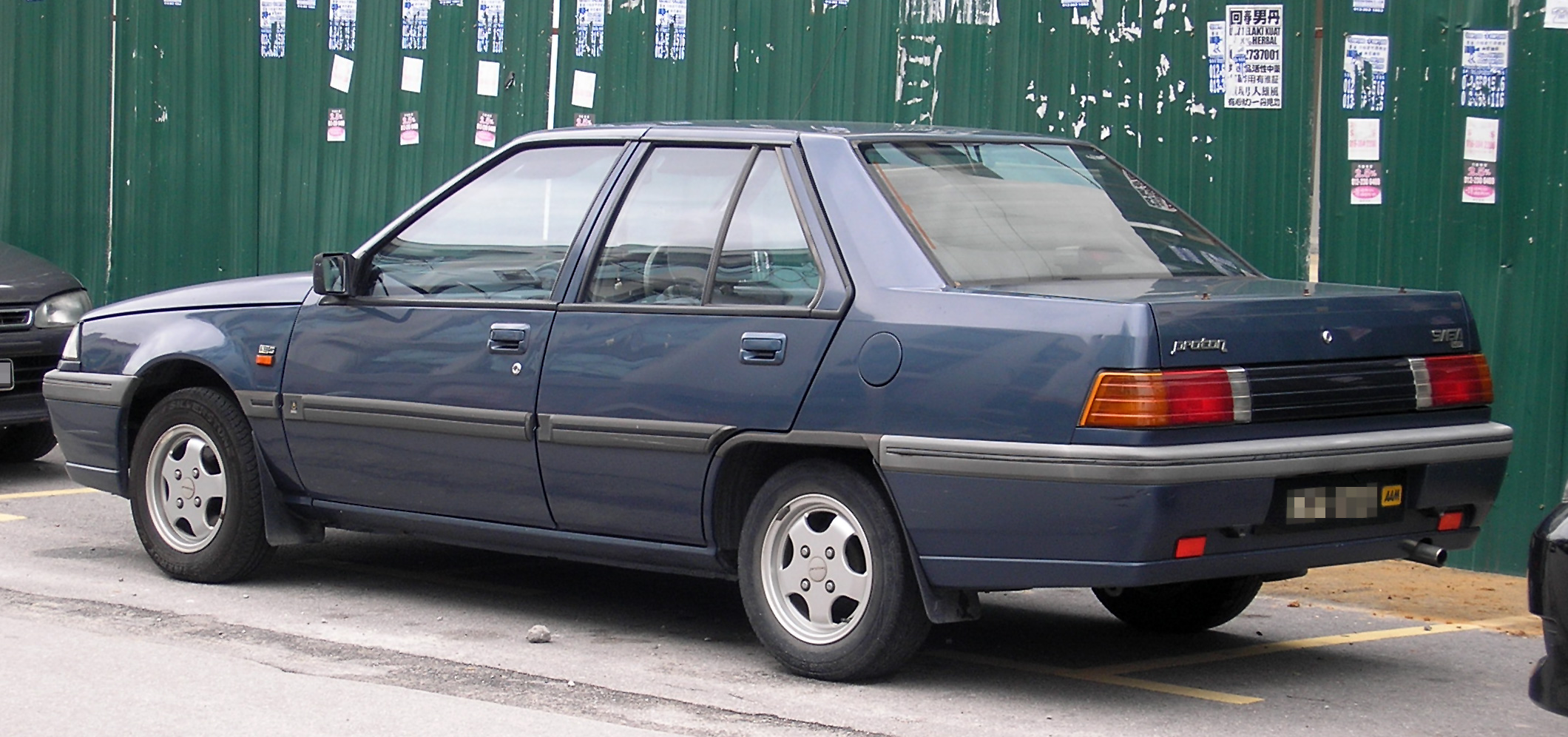
1992-2001 صالون بروتون ساجا إيسوارا
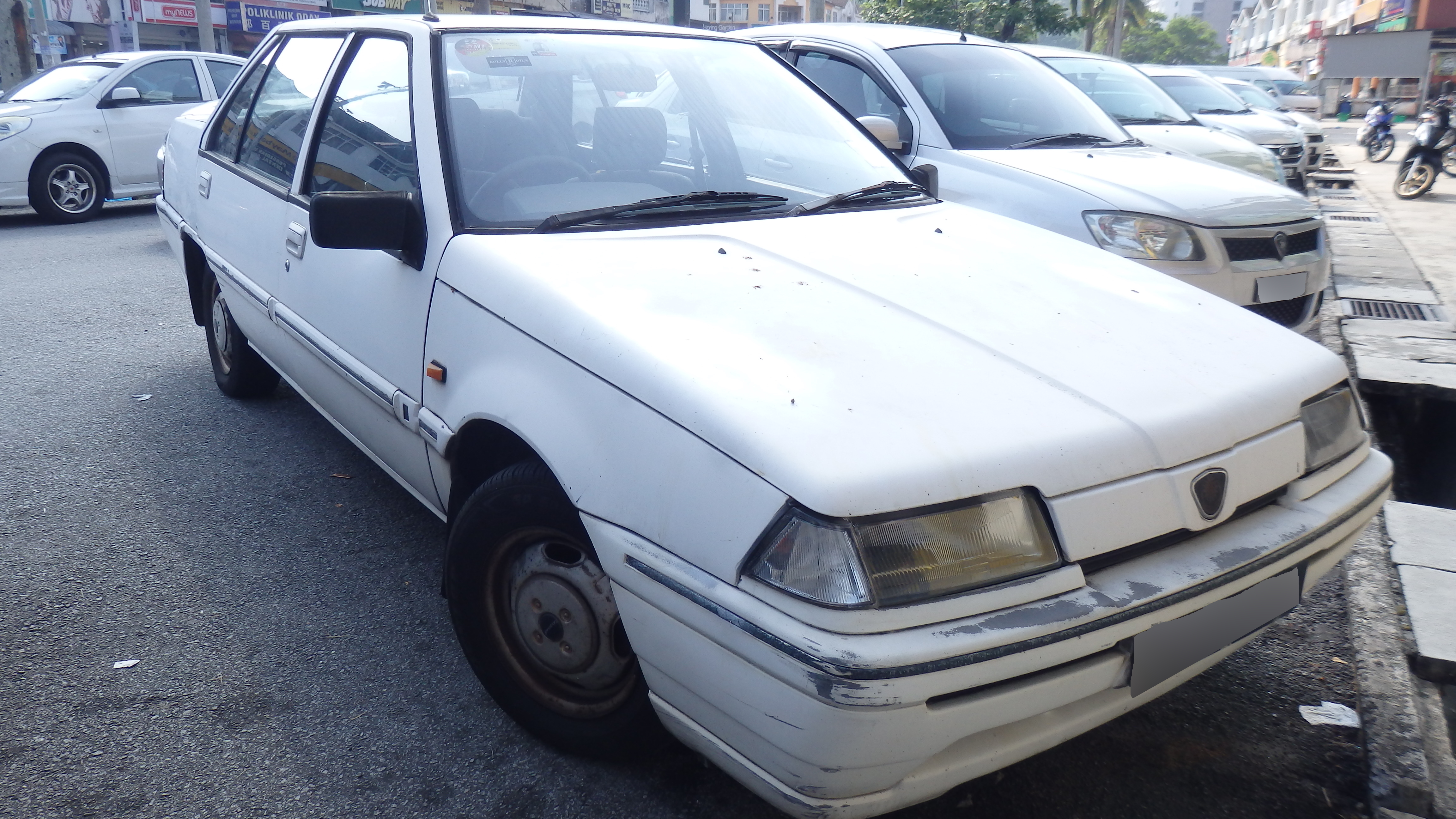
1992-2001 صالون بروتون ساجا إيسوارا - ايروباك \ هاتشباك
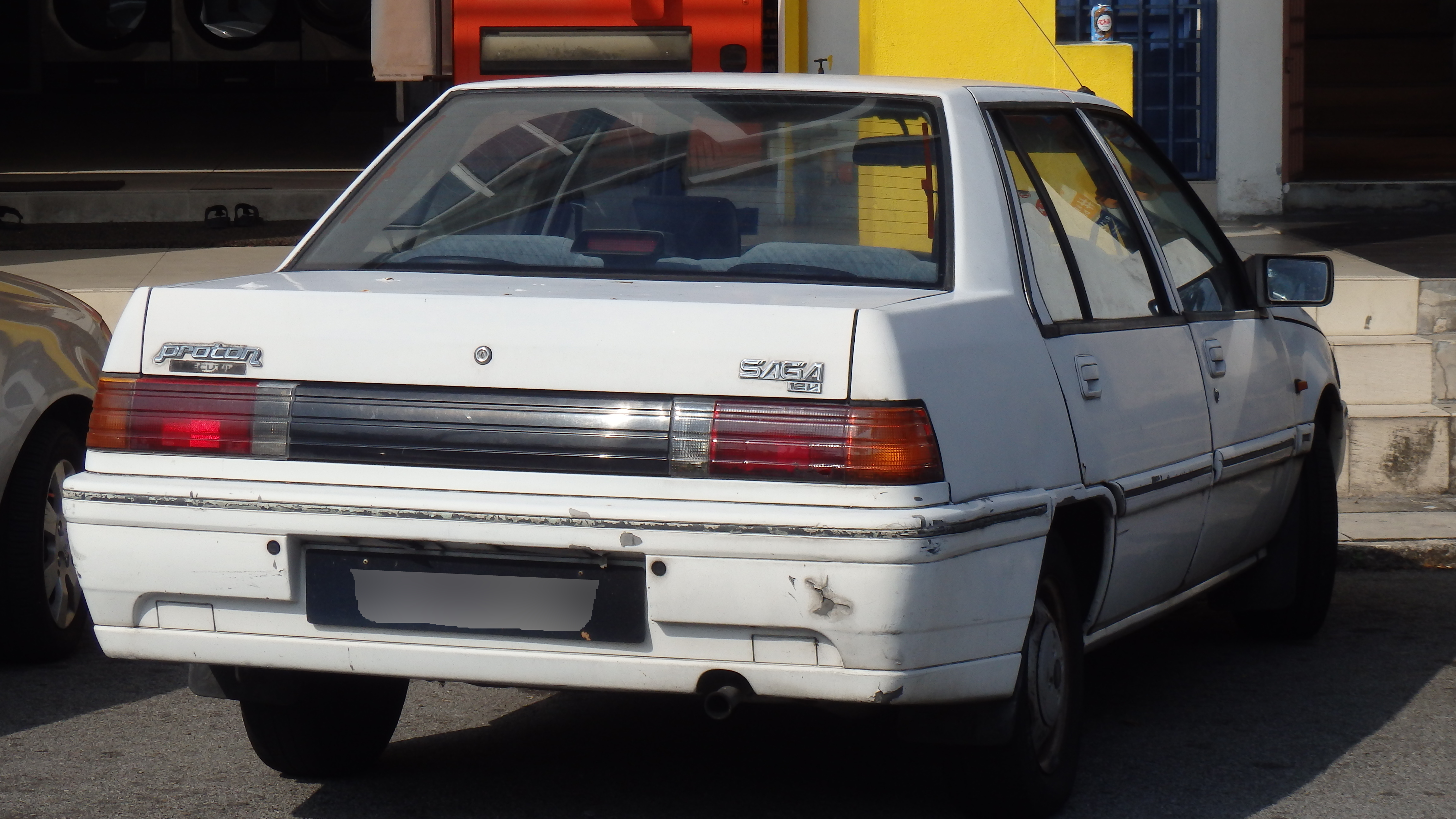
1992-2001 صالون بروتون ساجا إيسوارا - ايروباك \ هاتشباك

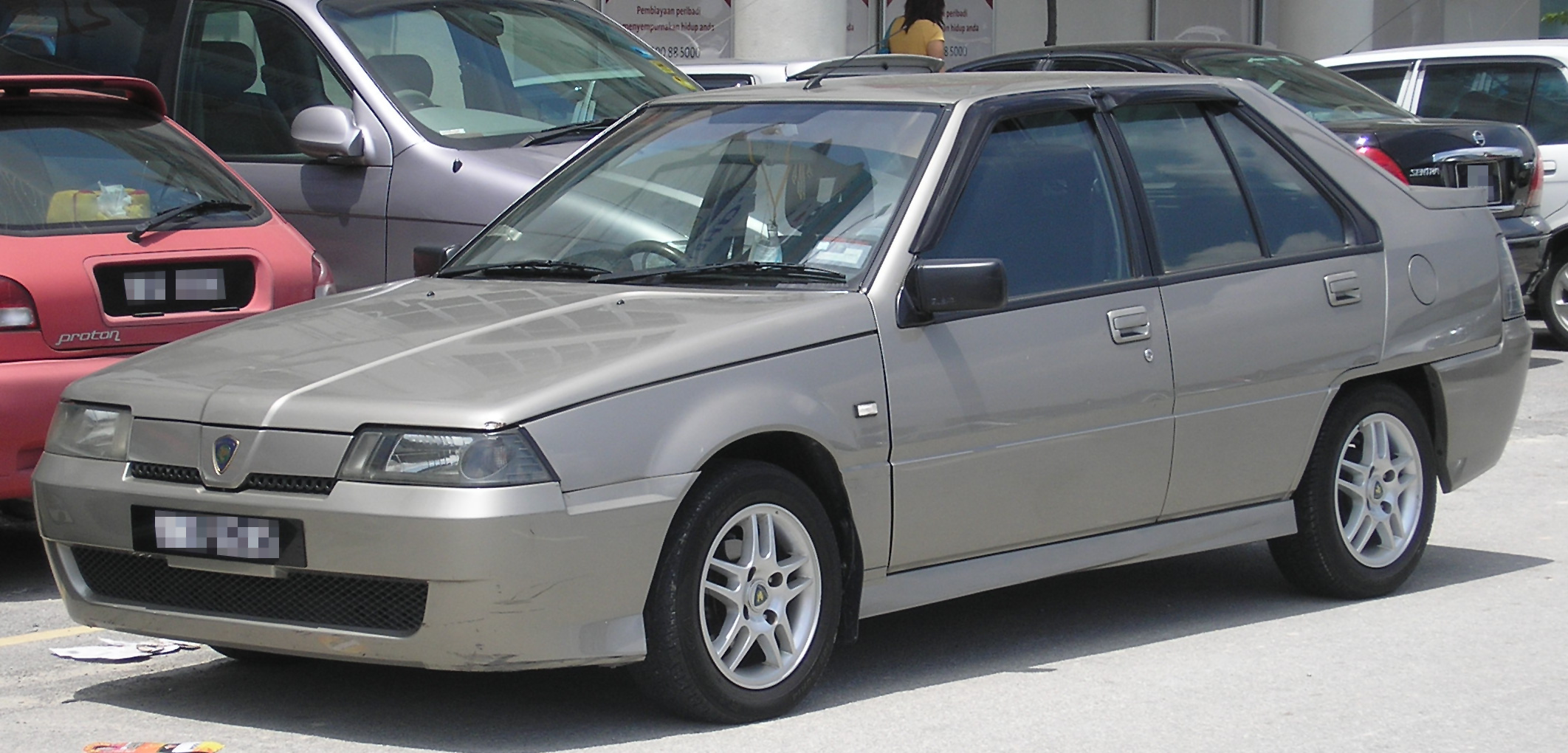
2001-2003 بروتون اسوارا ايروباك إصدار خاص هاتشباك
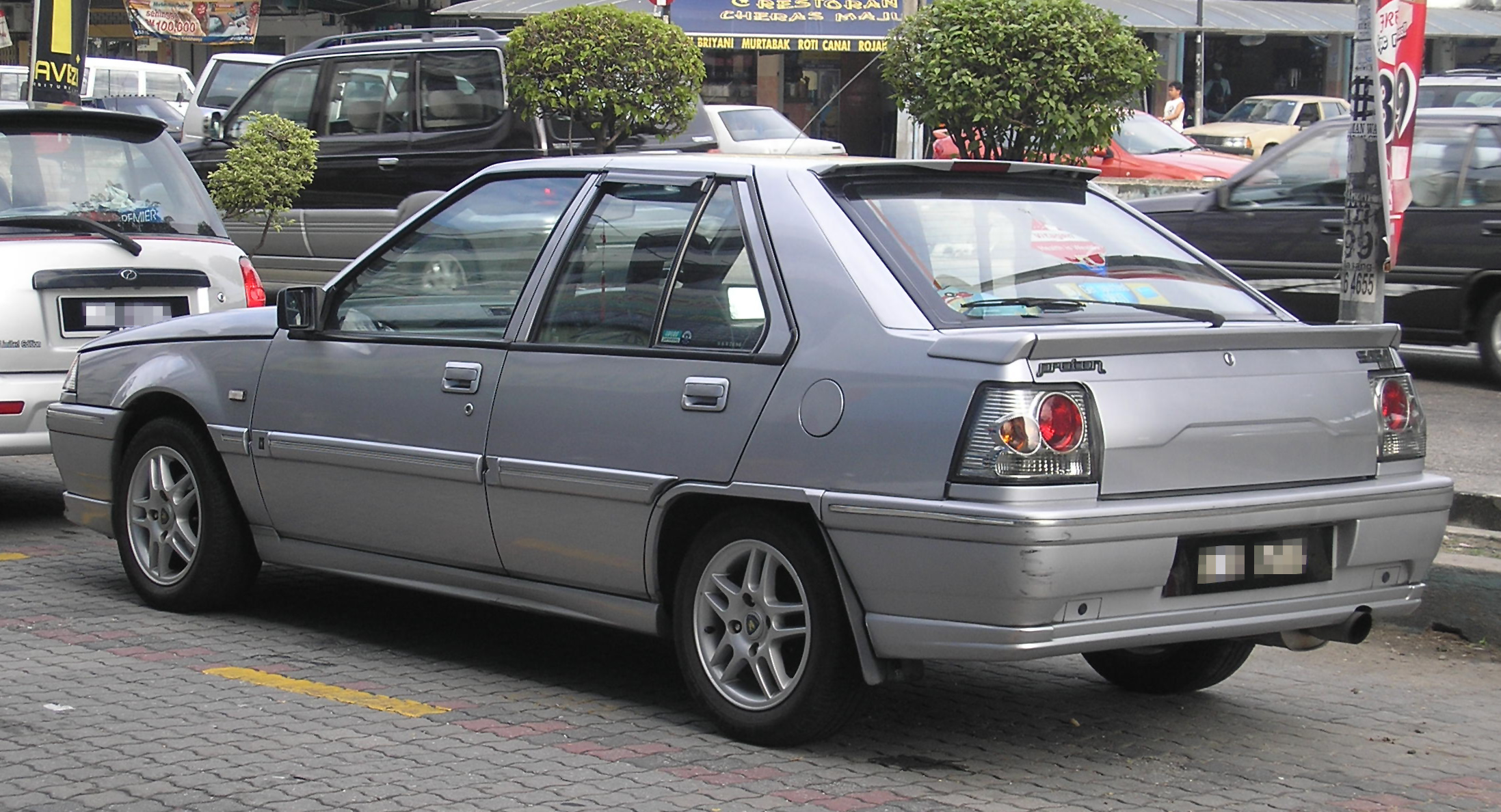
2001-2003 بروتون اسوارا ايروباك إصدار خاص هاتشباك
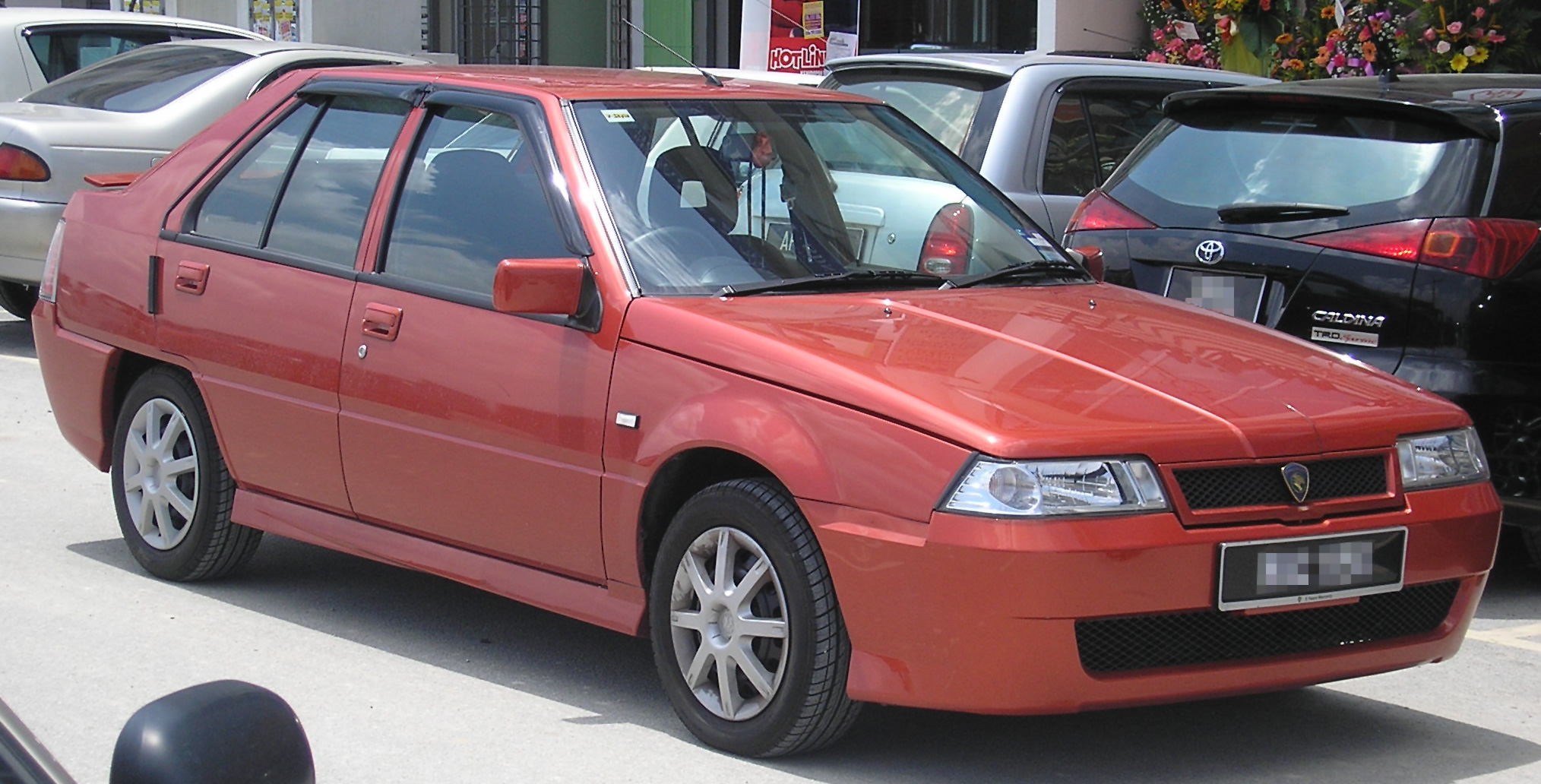
2001-2003 بروتون اسوارا ايروباك إصدار خاص هاتشباك
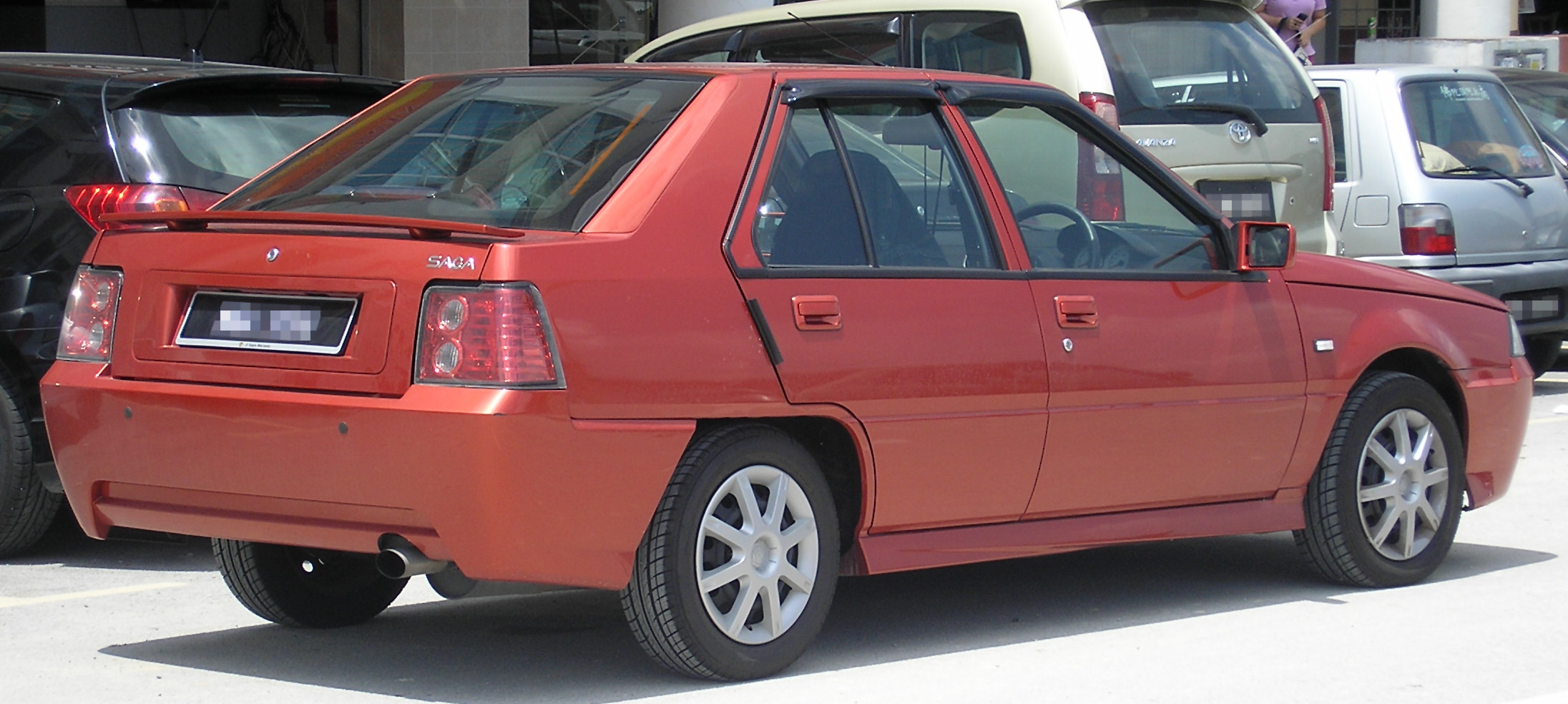
2001-2003 بروتون اسوارا ايروباك إصدار خاص هاتشباك
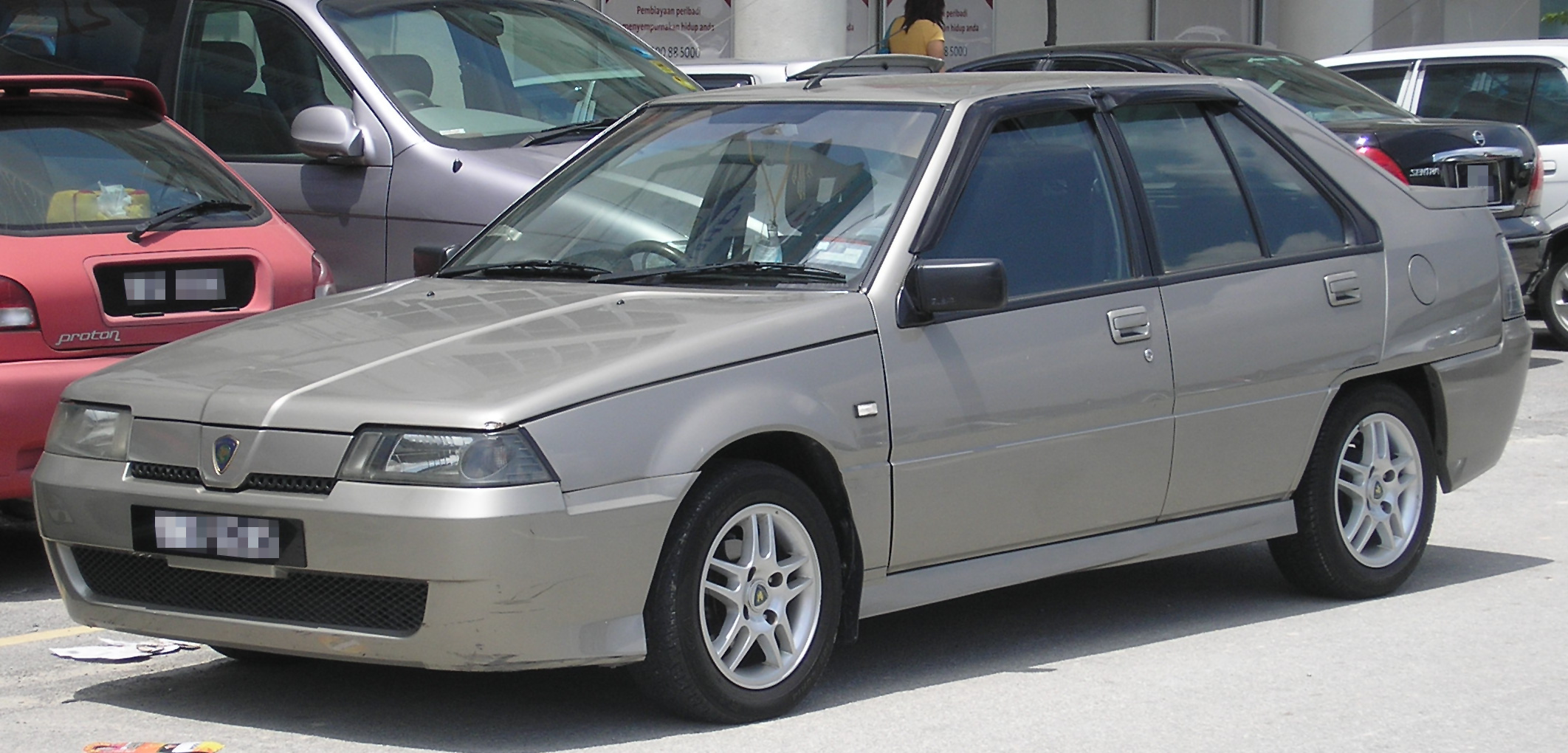
2006-2003 بروتون ساجا لمست هاتشباك

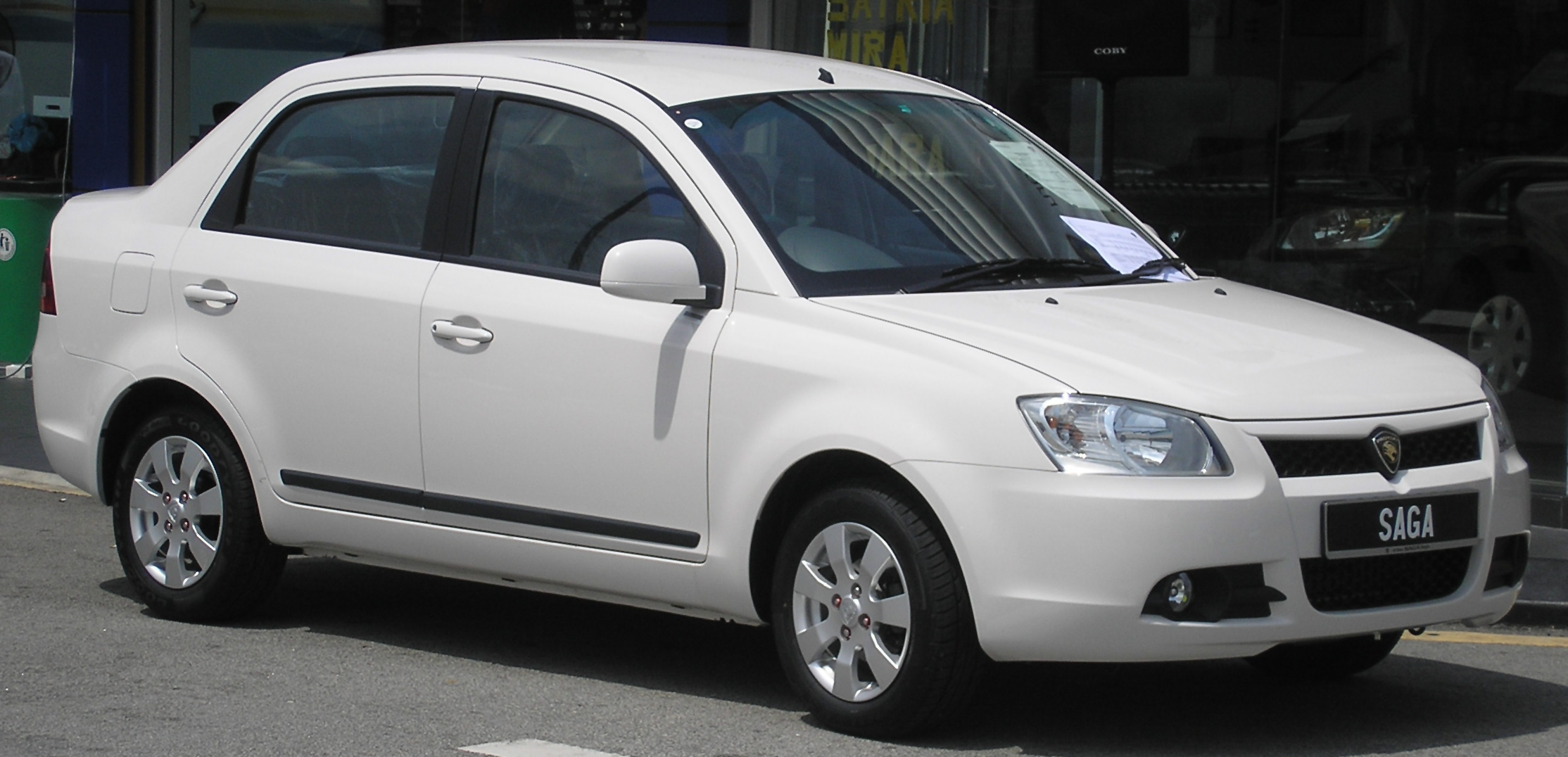

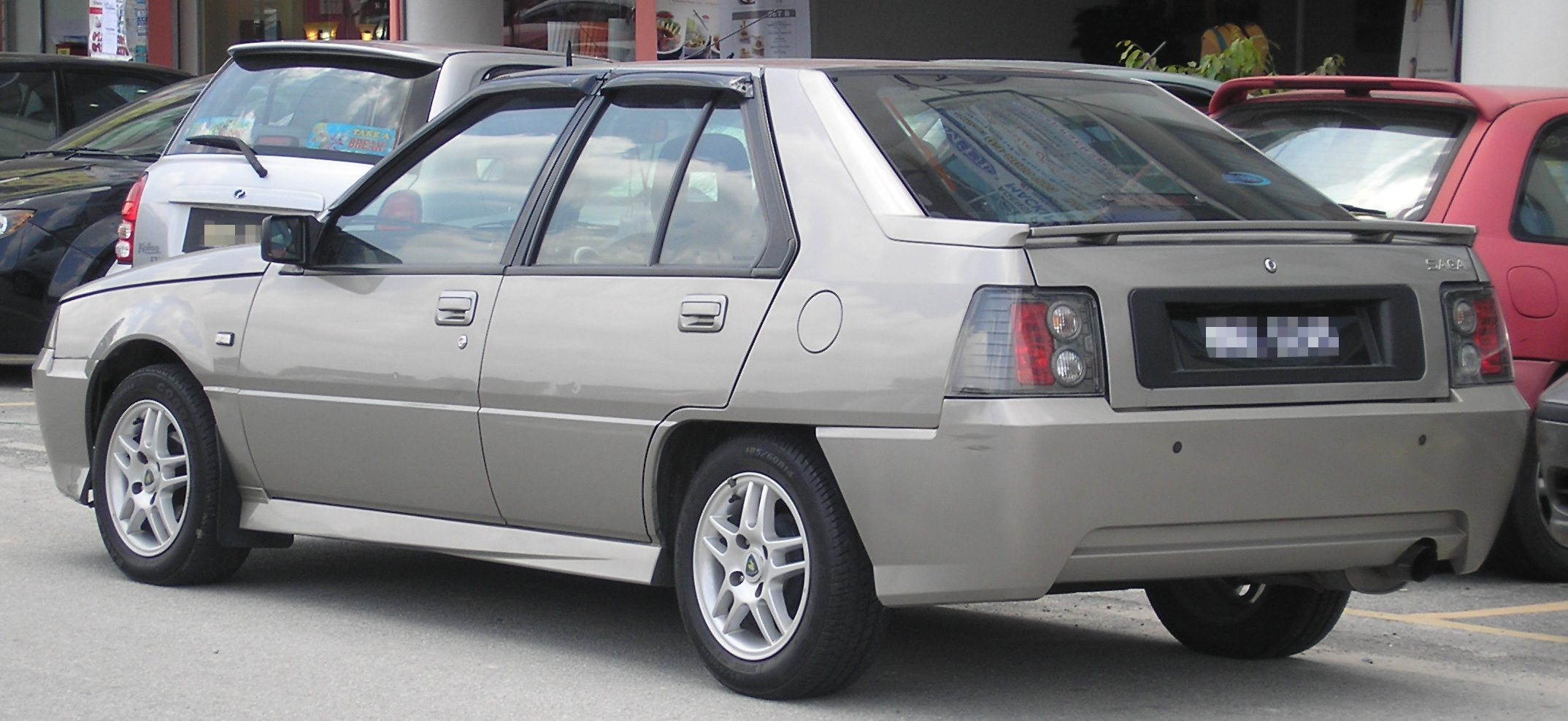
2006-2003 بروتون ساجا لمست هاتشباك

| بروتون ساغا (ب.ت، Mk1) | بروتون ساغا (ب.ت، Mk1)                                   |
| ملخص                   | ملخص                                                     |
| ---------------------- | -------------------------------------------------------- |
| إنتاج                  | 2008-2010                                                |
| الجسم والشاسيه         |                                                          |
| فصل                    | الجزء ب                                                  |
| نمط الجسم              | صالون 4 ابواب                                            |
| تخطيط                  | تخطيط ف.ف                                                |
| مجموعة نقل الحركة      |                                                          |
| محرك                   | 1.3 لتر كام برو IAFM DOHC I41.6 لتر كام برو IAFM DOHC I4 |
| توصيل                  | 5 سرعات يدوي 4 سرعات أوتوماتيكي                          |

## الجيل الثاني

### (2008-2016)
(BT3 ،BT6؛ 2008-2016)

#### بروتون ساغا (2008-2010)
المقال الرئيسي: بروتون ساغا (2008-2010)
تم إطلاق الجيل الثاني من بروتون ساجا، المعروف أيضاً باسم بروتون بالم (نموذج الخط الأساسي) في 18 يناير 2008. تم تصميمه محلياً على عكس الجيل السابق وتم إطلاقه بثلاثة أنواع مختلفة تتراوح أسعارها بين 31,498 رينغيت ماليزي و39،998 رينغيت ماليزي على التوالي. تم تشغيل جميع المتغيرات بواسطة محرك كام برو IAFM سعة 1.3 لتر من بروتون.
حققت الساجا الجديدة نجاحاً كبيراً في مبيعات بروتون، حيث تلقت أكثر من 23000 حجز في أقل من أسبوعين منذ إطلاقها. كما أنها حلت محل ساجا إيسوارا الأقدم كسيارة أجرة مفضلة في ماليزيا من عام 2008 إلى 2010. وقد تم تجهيز متغيرات سيارات الأجرة بمحركات كام برو 1.6 لتر 110 حصان وتم تحويلها لاحقاً إلى سيارات تعمل بالغاز الطبيعي.
تم الكشف عن بروتون ساجا سي في يوليو 2009. تم بيعها كمتغير ممتاز مع خيارين فقط من الألوان ومجموعة فريدة من نوعها للجسم، متزاوجة مع محرك كام برو 1.3 الموجود في الطرز الأخرى. في نفس الشهر، عرضت بروتون مفهوم ساجا إيف الخالي من الانبعاثات في جامعة بوترا ماليزيا في سيردانج. مدعوم بمحرك دي سي بقوة 125 كيلو واط (168 حصان) مقترن بناقل حركة يدوي من 5 سرعات، ويبلغ أقصى مدى له 109 كيلومترات (68 ميلاً) ويمكن شحنه عبر منفذ منزلي قياسي.
في 24 ديسمبر 2009، أطلقت بروتون أس 16 في السوق الأسترالية. كان أس 16 متطابقاً مع ساجا، لكنه تميز بمحرك كام برو 1.6 كام برو أقوى بقوة 110 حصان. في ذلك الوقت، تم بيعها بالتجزئة بمبلغ 11990 دولاراً أسترالياً، مما يجعلها أرخص سيارة جديدة في أستراليا.

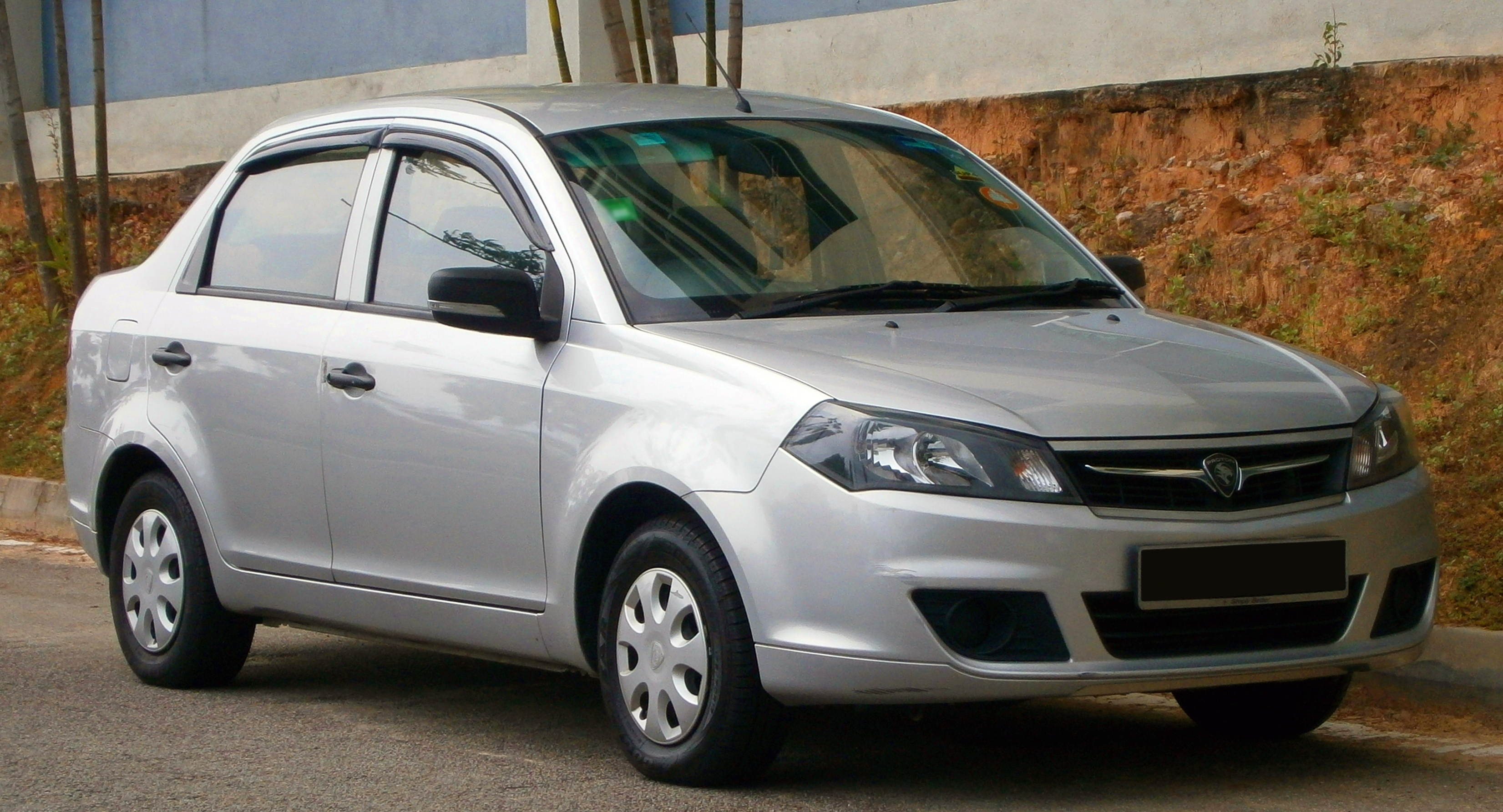

| بروتون ساجا ف.ل (ب.ت، Mk2) | بروتون ساجا ف.ل (ب.ت، Mk2)                               |
| ملخص                       | ملخص                                                     |
| -------------------------- | -------------------------------------------------------- |
| إنتاج                      | 2010-2012                                                |
| الجسم والشاسيه             |                                                          |
| فصل                        | الجزء ب                                                  |
| نمط الجسم                  | صالون 4 ابواب                                            |
| تخطيط                      | تخطيط ف.ف                                                |
| مجموعة نقل الحركة          |                                                          |
| محرك                       | 1.3 لتر كام برو IAFM DOHC I41.6 لتر كام برو IAFM DOHC I4 |
| توصيل                      | 5 سرعات يدوي 4 سرعات أوتوماتيكي                          |

#### بروتون ساجا  إف إل (2010-2012)
المقال الرئيسي: بروتون ساجا إف إل (2010-2011)
في 30 نوفمبر 2010، كشفت بروتون النقاب عن بروتون ساجا إف إل في معرض تاي الدولي للسيارات 2010. لقد تلقت تحديثات خارجية كبيرة، لكن المواصفات الفنية والداخلية لم تتغير في الغالب عن ما قبل عملية شد الواجهة.
كما تم إطلاق ساجا إف إل في ماليزيا بعد أسبوعين من كشف النقاب عنها في تايلاند. تم بيعها في سطرين متقلبين وكلاهما كان متاحاً مع ناقل حركة أوتوماتيكي بـ 4 سرعات و5 سرعات يدوي. تأتي كل سيارة بروتون ساجا إف إل قياسية مع 4 نوافذ كهربائية.
في وقت لاحق من مايو 2011، تم إطلاق نموذج أكثر قوة يسمى بروتون ساجا إف إل إكسكيوتف.

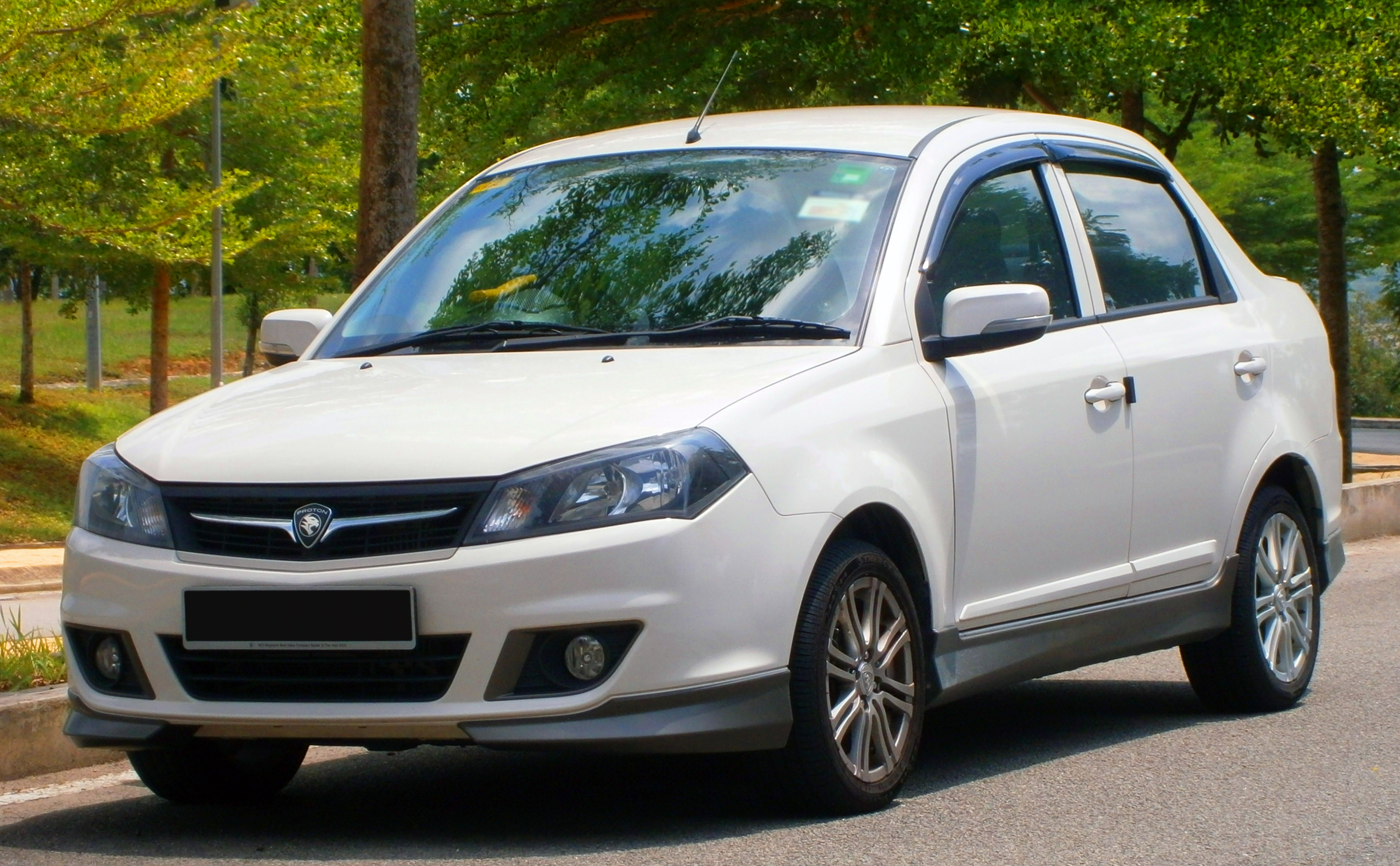

| بروتون ساجا فليكس | بروتون ساجا فليكس                                        |
| ملخص              | ملخص                                                     |
| ----------------- | -------------------------------------------------------- |
| إنتاج             | 2010-2012                                                |
| الجسم والشاسيه    |                                                          |
| فصل               | الجزء ب                                                  |
| نمط الجسم         | صالون 4 ابواب                                            |
| تخطيط             | تخطيط ف.ف                                                |
| مجموعة نقل الحركة |                                                          |
| محرك              | 1.3 لتر كام برو IAFM DOHC I41.6 لتر كام برو IAFM DOHC I4 |
| توصيل             | 5 سرعات يدوي 4 سرعات أوتوماتيكي                          |

#### بروتون ساجا فليكس (2011-2016)
المقال الرئيسي: بروتون ساجا فليكس (2011-2016)
بعد 8 أشهر من إطلاق ساجا إف إل، أضافت بروتون إلى مجموعتها ساجا فليكس حيث يرمز إكس X إلى الإضافات. يتوفر فليكس في سطرين تقليم يمكن مزاوجتهما مع مجموعة مختارة من محركات ناقل الحركة اليدوية أو ناقل الحركة المتغير باستمرار.
يتم استخدام محرك كام برو IAFM + الذي تم ضبطه بدقة وهناك خيارات للوسائد الهوائية المزدوجة والفرامل المانعة للانغلاق (أي بي أس) مع توزيع قوة الكبح الإلكتروني (أي بي دي). تم تحسين التحكم بشكل كبير من خلال إعداد تعليق جديد يحقق التوازن بين راحة الركوب وأداء التحكم. الجزء الخارجي من ساجا فليكس مطابق لـ ساجا إف إل.
تم إطلاق بروتون ساجا فليكس سي في 30 نوفمبر 2011. إنه مدعوم بمحرك كام برو IAFM بقوة 108 حصان + 1.6 لتر، مقترن بـ CVT.
تعتبر الوسائد الهوائية للسائق والراكب بالإضافة إلى أي بي أس مع إي بي دي قياسية. تم تجهيز فليكس سي بمجموعة رياضية وهي متوفرة فقط بلونين، الأبيض والأحمر.
دخلت ساجا فليكس السوق الأسترالية في يونيو 2012، حيث تم تغيير اسمها إلى فليكس أس16.
إنه يحل محل أس 16 القديم في أسطول بروتون الأسترالي.  
يأتي فليكس أس16 في نوعين مختلفين، جي إكس وجي إكس آر، كل منهما مزود بخيار ناقل الحركة اليدوي وسي في تي على التوالي، مع وسائد هوائية مزدوجة، ونظام أي بي أس ومعيار إي بي دي عبر المجموعة.
في 15 يونيو 2013، قدمت بروتون متغيراً فرعياً جديداً من ساجا فليكس، يسمى ساجا سي في《ساجا سي في هو اختصار لـ سوبر فالف》، تبدأ الأسعار من 33,438 رينغيت ماليزي فقط لمتغير ناقل الحركة اليدوي.
على الرغم من انخفاض السعر، تقدم ساجا سوبر فالف معايير أمان محسّنة مع وسائد هوائية مزدوجة وإطار مقوى مع الحد الأدنى من التغييرات الخارجية عند مقارنتها بمعيار ساجا فليكس القياسي.
تم إنتاج ساجا بلس بخمسة ألوان، وهي الأسود الهاديء والأحمر الناري والفضي الجيني والأبيض الصلب والبني الأنيق.
على الرغم من الترقيات التجميلية الجميلة المضافة، ظلت أسعار ساجا بلس دون تغيير عن ساجا سوبر فالف، حيث تراوحت من 33,242 رينغيت ماليزي للكتيب مع طلاء صلب إلى 36,577 رينغيت ماليزي لـ CVT مع طلاء معدني، وكلها كانت أسعاراً على الطريق مع التأمين. كما تم تقديم ضمان لمدة ثلاث سنوات أو 100,000 كم.

### الجوائز والأوسمة
أفضل سيارة مدمجة / شخصية للعام - جوائز صناعة السيارات الآسيوية لعام 2008
الفائز من فئة مستوى الدخول - جوائز نست ماي بانك كوتي NST / لعام 2008
أفضل طراز للعام (ماليزيا) - جوائز فروست آند سوليفان آسيا والمحيط الهادئ لعام 2009 للسيارات
أفضل طراز لسيارة الركاب للعام - جائزة تميز فروست آند سوليفان ماليزيا 2010
جائزة أفضل سيارة شعبية - جوائز صناعة السيارات الآسيوية 2011
أفضل سيارة سيدان مدمجة من حيث القيمة للعام (جوائز نست ماي بانك كوتي NST / لعام 2012)
مُنحت بروتون ساجا سوبر فالف أفضل موديل لهذا العام خلال حفل توزيع جوائز تميز فروست آند سوليفان لعام 2014

### صور

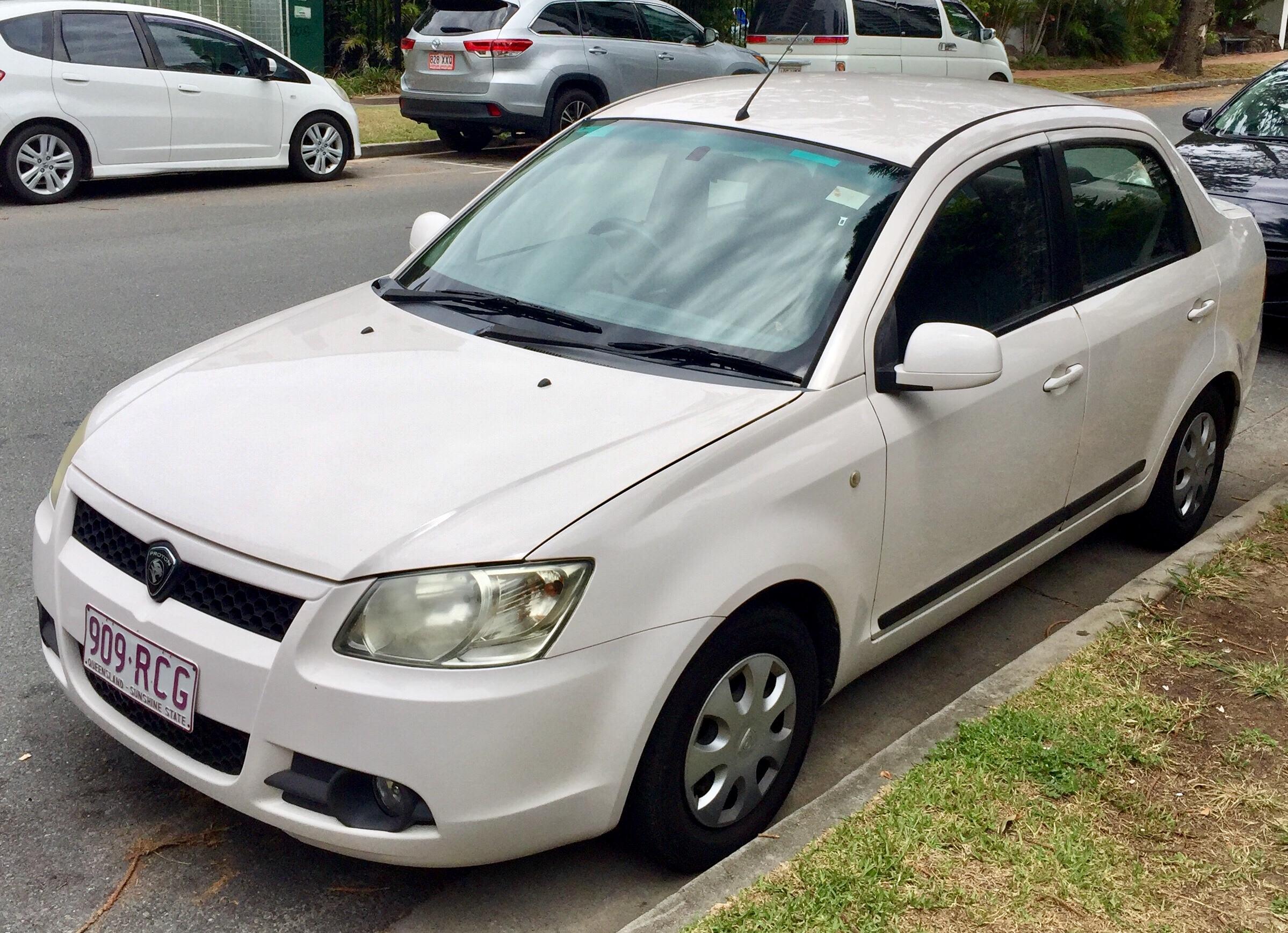
2008-2010 بروتون ساغا
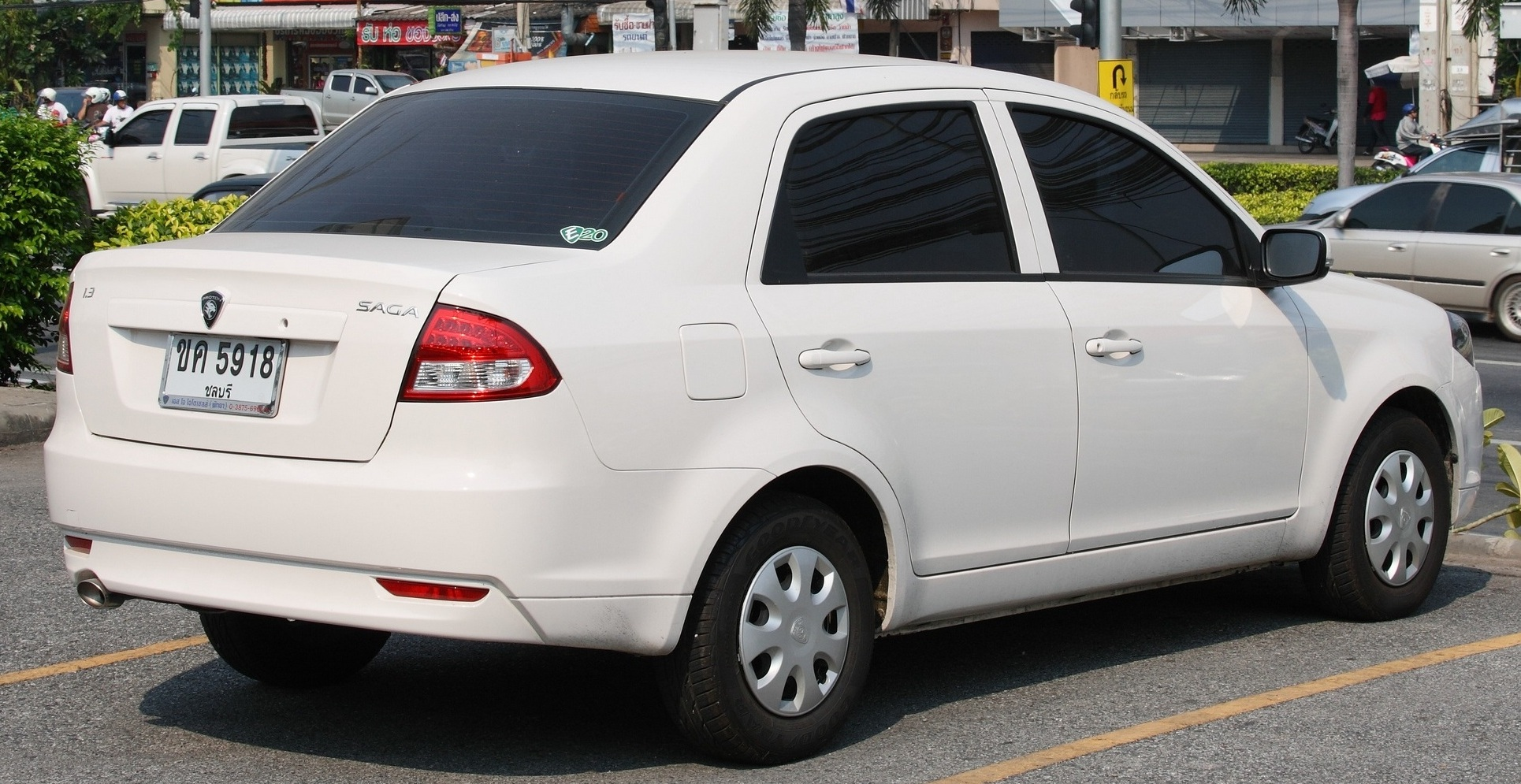
2008-2010 بروتون ساغا
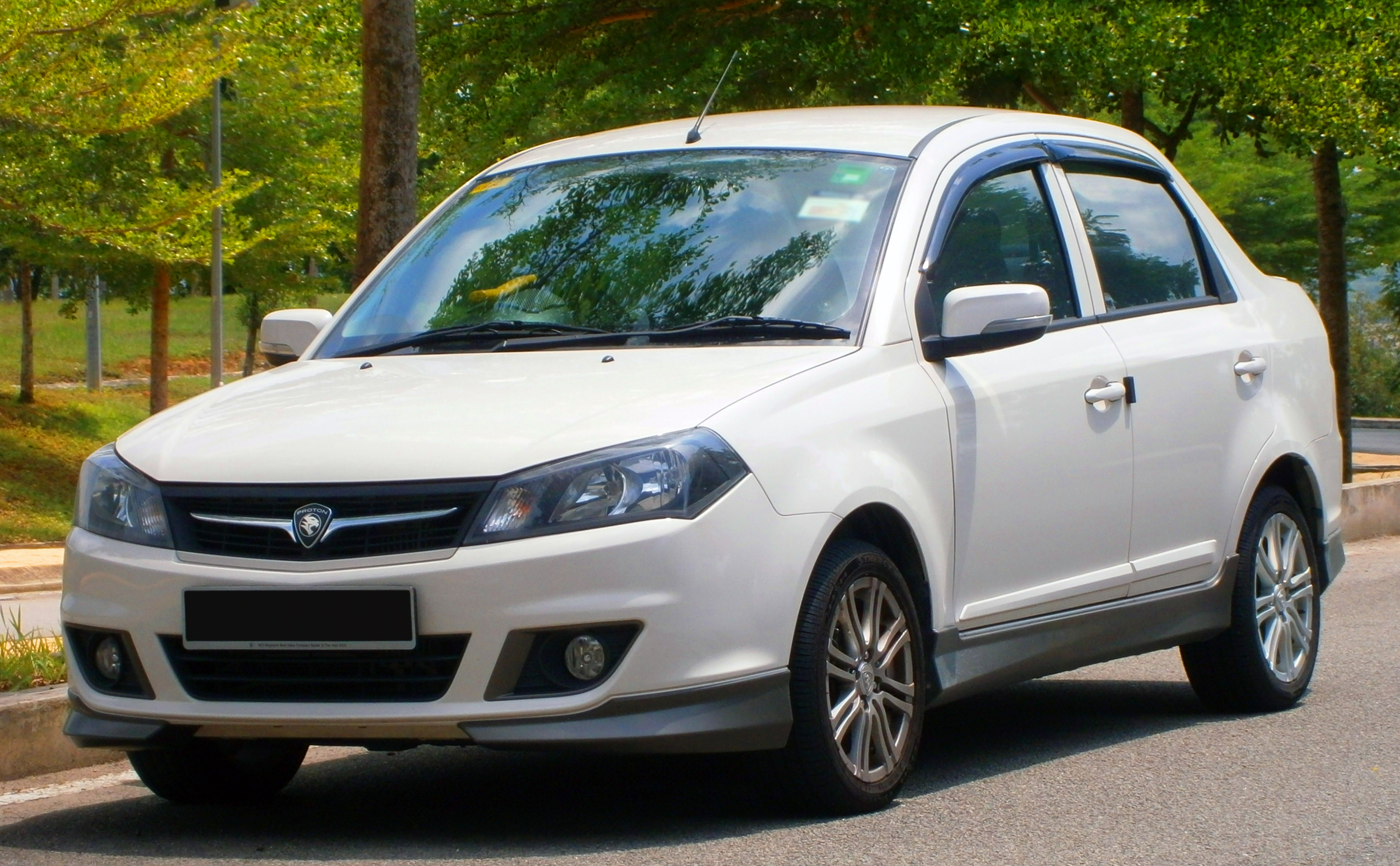
2011-2015 بروتون ساجا فلكس

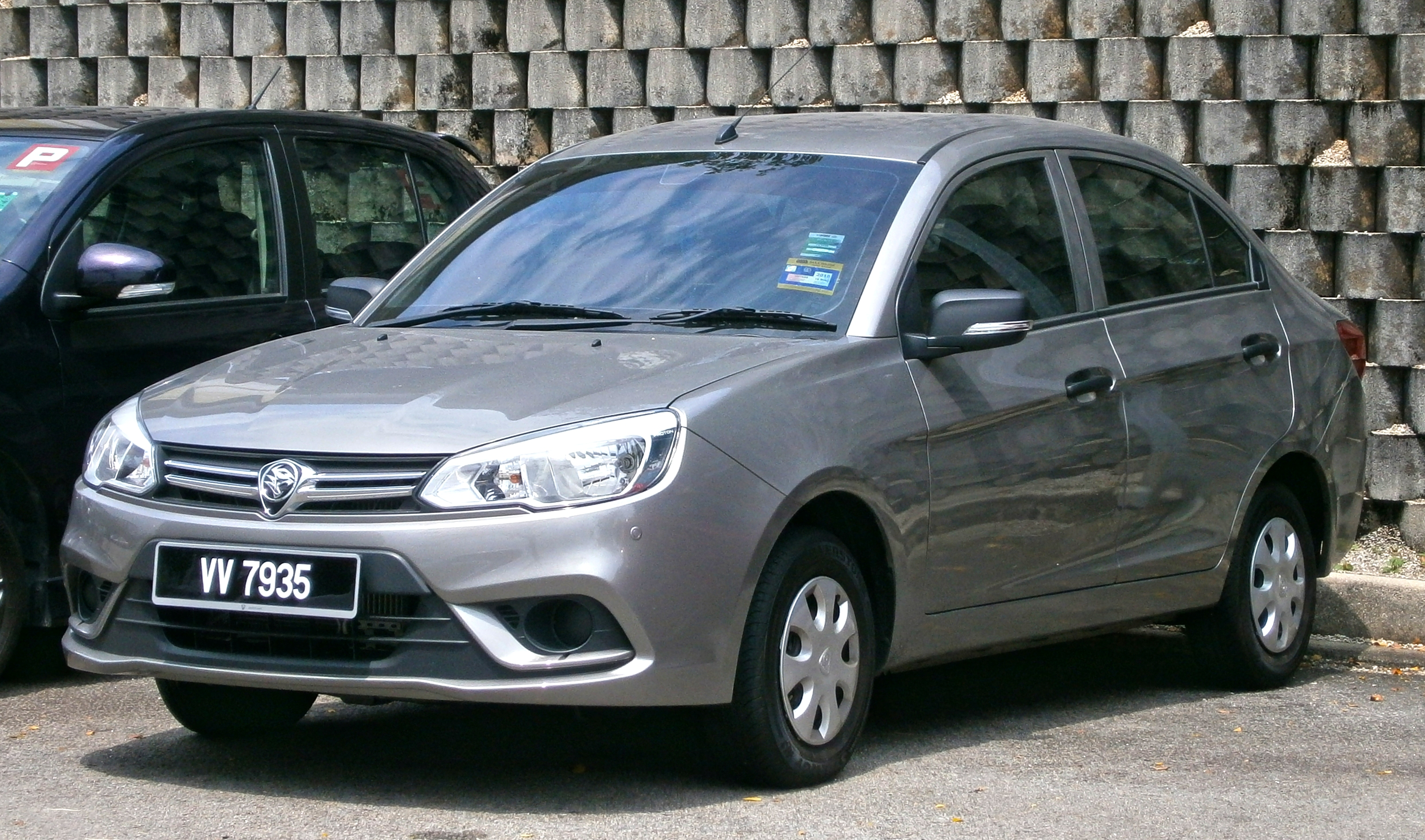

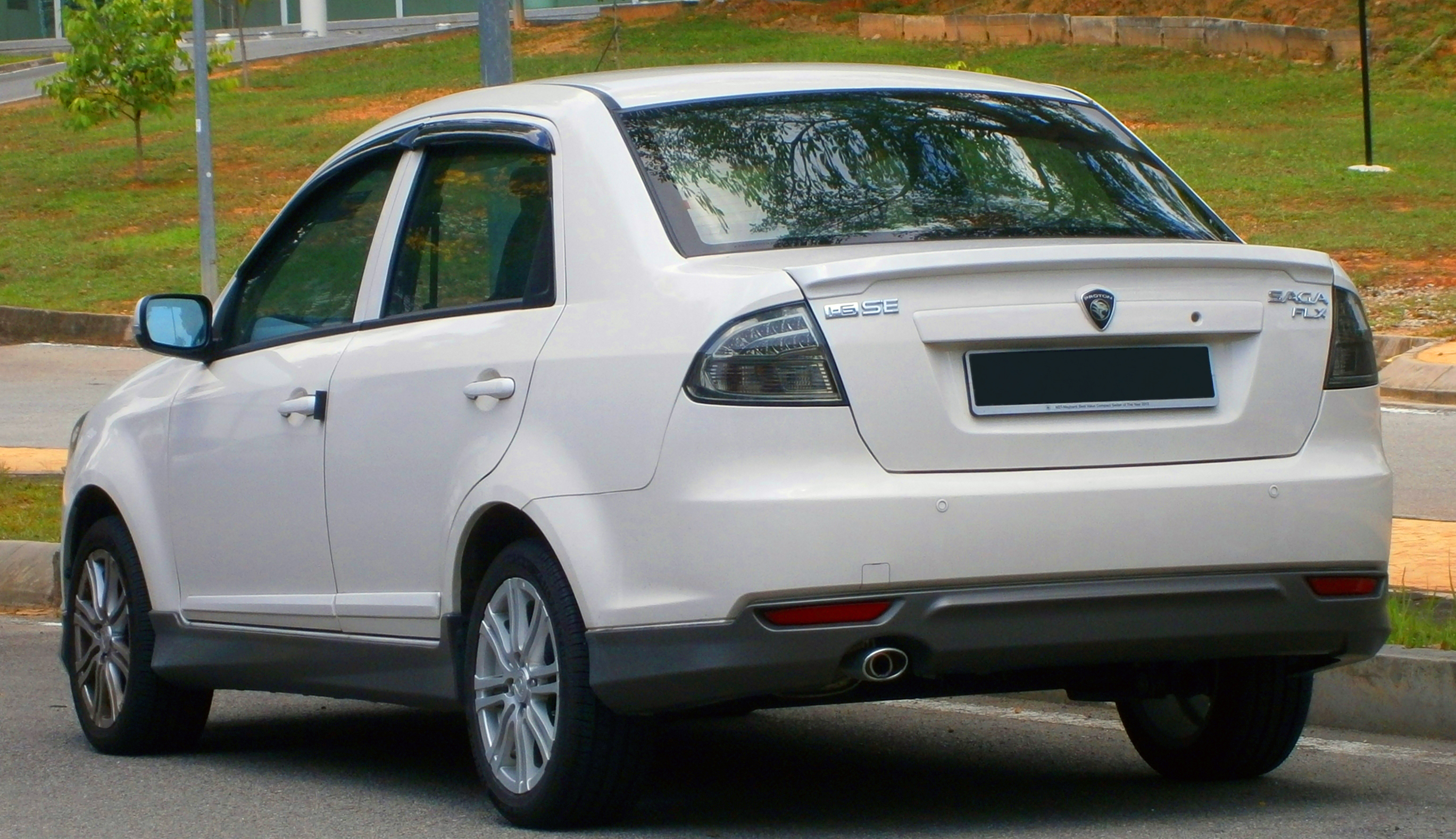
2011-2015 بروتون ساجا فلكس
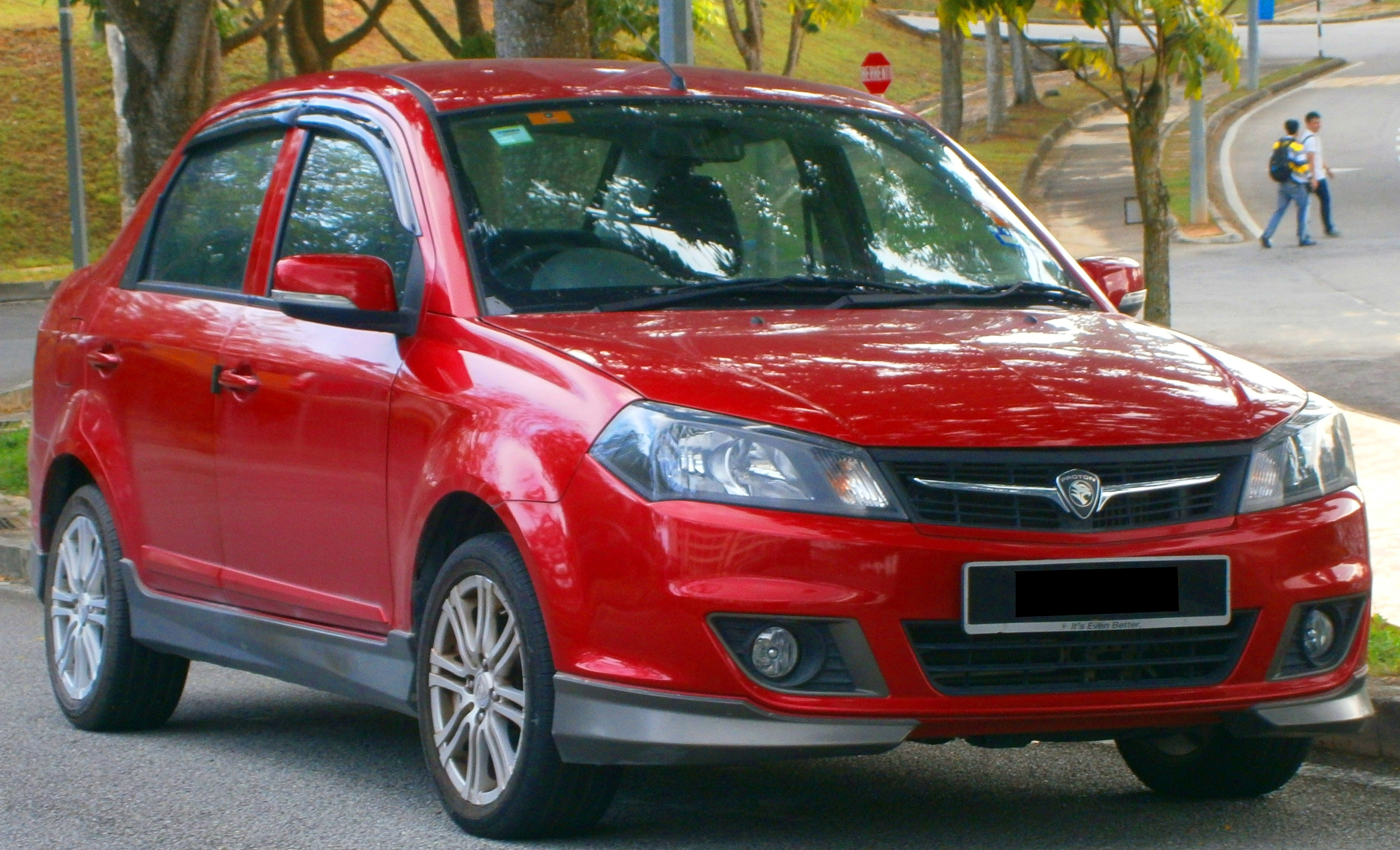
2011-2015 بروتون ساجا فلكس
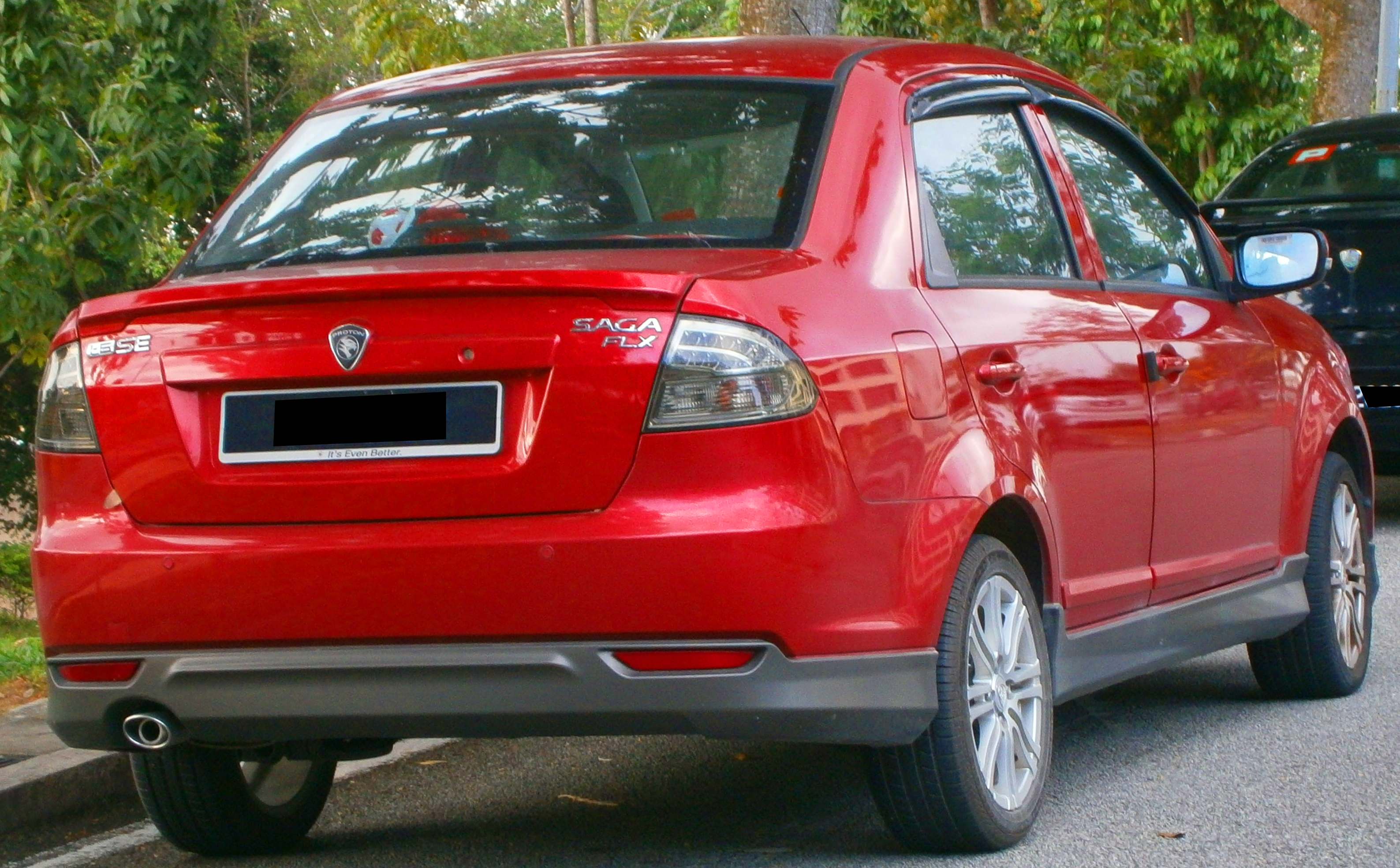
2011-2015 بروتون ساجا فلكس

| بروتون ساجا (ب.ت، Mk4) | بروتون ساجا (ب.ت، Mk4)                          |
| ---------------------- | ----------------------------------------------- |
|                        |                                                 |
| ملخص                   |                                                 |
| إنتاج                  | سبتمبر 2016 حتى الآن                            |
| الجسم والشاسيه         |                                                 |
| فصل                    | الجزء أ                                         |
| نمط الجسم              | صالون 4 ابواب                                   |
| مجموعة نقل الحركة      |                                                 |
| محرك                   | 1.3 لتر ف.ف.ت S4PE DOHC I4                      |
| توصيل                  | 5 سرعات يدوي4 سرعات أوتوماتيكي س.ف.ت أوتوماتيكي |

## الجيل الثالث

### (2016 إلى الوقت الحاضر)
(BT3؛ 2016 إلى الوقت الحاضر)
المقال الرئيسي: بروتون ساجا (2016 إلى الوقت الحاضر)
الجيل الثالث من بروتون ساجا، الذي يحمل الاسم الرمزي P2-13A هو صالون من الفئة A تم تصميمه بواسطة شركة تصنيع السيارات الماليزية بروتون.  
تم إطلاقه في 28 سبتمبر 2016 خلفاً للجيل الثاني من  بروتون ساجا.
يعتمد الجيل الثالث من ساجا على منصة ساجا فليكس المنتهية ولايته، ويتم تشغيله بواسطة محرك إيريز سعة 1.3 لتر VVT الذي ينتج 94 حصاناً.
أعادت بروتون تصميم التصميم الخارجي للساجا الجديدة بالكامل. تم تجديد وتحسين الجزء الداخلي من السيارة مع التركيز على الضوضاء والاهتزاز وتقليل الخشونة.
يتم وضع الجيل الثالث من ساجا كسيارة سيدان من طراز بروتون، أسفل الفئة بي الأكبر حجماً.  
تم تحسين معايير السلامة من خلال إدخال نظام التحكم الإلكتروني بالثبات وبنية هيكل أقوى بنسبة 20%. منحت آسين تصنيف أمان 4 نجوم للملحمة الجديدة.
في 6 أغسطس 2019، تم إطلاق بروتون ساجا المحدثة في مركز ماليزيا الدولي للتجارة والمعارض في كوالالمبور. يعتبر تغييراً طفيفاً داخلياً ولكن كتغيير للوجه لعامة الناس. تتضمن السيارة الآن إشارات تصميم من بروتون ساجا وإيريز وبروتون بيرسون والتي تتضمن «نسج لا نهائي» جديد مستوحى من الباتيك والمنحوتات الخشبية الماليزية. لم يعد محرك دوهوك VVT الذي يعمل بسحب الهواء الطبيعي مقترناً بناقل حركة متغير CVT من إنتاج محركات بونش، ولكن صندوق تروس أوتوماتيكي لمحول عزم الدوران رباعي السرعات مصدره هيونداي.
تم التخلي عن البديل التنفيذي مع النطاق الذي يتكون من ستاندرد أي تي وستاندرد أم تي وبريميوم أي تي.
شهدت  ساجا 2019 أيضاً تحريك فتحات تكييف الهواء لأسفل للسماح بمساحة للوحدات الرأسية «العائمة» والتي تضمنت وحدة رأس تعمل بإصدار معدل من أندرويد لمتغير بريميوم.
تبدأ ساجا الآن بسعر مخفض يبلغ 32,800 رينغيت ماليزي لمتغير ناقل الحركة اليدوي وما يصل إلى 39,800 رينغيت ماليزي وهو ما يقرب من 2000 رينغيت ماليزي أقل من إصدار ما قبل تجميل.

### الجوائز والأوسمة
جائزة سيارة  النجم الصاعد - جائزة آسيان جراند بريكس 2016
سيارة ذات قيمة جيدة مقابل المال - سيارة العام الماليزية لعام 2016
سيارة السيدان المدمجة للعام - سيارة ألينز DSF.my لهذا العام 2017
أفضل 3 سيارات مدينة في ماليزيا‍‍‍ - جوائز أوريزن 2018 «سيارات ماليزيا»
سيارة الميزانية (الفائز البرونزي) - جوائز Carlist.my اختيار الناس لعام 2018
أفضل سيارة سيدان مدمجة (أقل من 70 ألفاً) - جوائز اختيار المحررين كارسيفو لعام 2019

## ذات صلة
بروتون ساغا سوبر فالف بروتون ساجا فليكس

## روابط خارجية
موقع ساجا فليكس المصغر
بروتون ساغا سوبر فالف بروتون ساجا فليكس